# 6. Mai
Der 6. Mai ist der 126. Tag des gregorianischen Kalenders (der 127. in Schaltjahren), somit bleiben 239 Tage bis zum Jahresende.

## Ereignisse

### Politik und Weltgeschehen
- 1104: Das Königreich Jerusalem und die Republik Genua beginnen mit ihrer Streitmacht an der levantinischen Küste die Belagerung von Akkon. Die Stadt in der Bucht von Haifa wird von einem Statthalter der Fatimiden regiert.

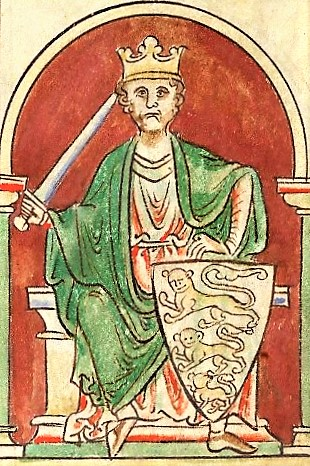
1191: Richard Löwenherz

- 1191: Englands König Richard Löwenherz trifft im Verlauf des Dritten Kreuzzugs mit seiner Flotte vor Limassol ein. Er beginnt nach einem Ultimatum mit der Eroberung Zyperns, das Isaak Komnenos regiert.
- 1223: Graf Heinrich von Schwerin nimmt auf der Insel Lyø den dänischen König Waldemar II. gefangen und bricht damit die Vormachtstellung Dänemarks im Ostseeraum. Da die Grafschaft Schwerin besetzt ist, bringt er Waldemar vorläufig auf die Burg Dannenberg.
- 1250: Der im Sechsten Kreuzzug gefangen genommene französische König Ludwig IX. wird von den nach einer Palastrevolution in Ägypten an die Macht gekommenen Mamluken freigelassen. Er begibt sich von Damiette nach Akkon.
- 1525: Im Bauernkrieg beginnt der Schwarze Haufen des Florian Geyer zusammen mit dem Fränkischen Heer den Sturm auf Würzburg, wo die Einnahme der Festung Marienberg an deren Besatzung scheitert.

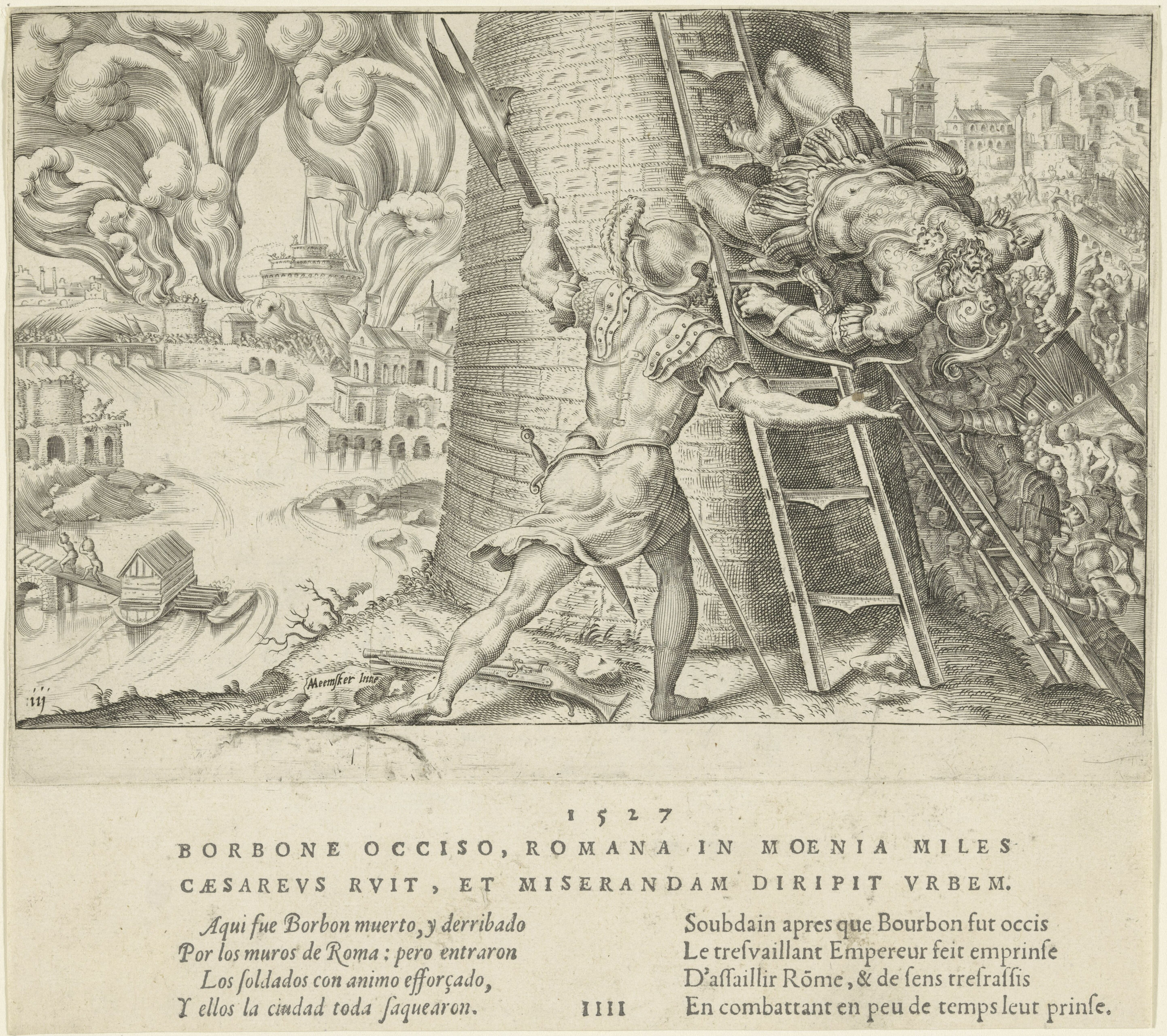
1527: Sacco di Roma

- 1527: Rom wird durch kaiserliche Truppen unter der Führung von Charles III. de Bourbon-Montpensier geplündert. Der Sacco di Roma markiert das Ende der italienischen Renaissance. Papst Clemens VII. kann sich zwar über den Passetto di Borgo in die Engelsburg retten, wird jedoch von Truppen unter Sebastian Schertlin von Burtenbach wochenlang belagert.
- 1536: Unter dem Inka-Herrscher Manco Cápac II. beginnt mit der Belagerung von Cusco ein Aufstand gegen die spanischen Konquistadoren, der letztlich scheitert.
- 1576: Mit dem von François-Hercule de Valois, duc d’Alençon, ausverhandelten Edikt von Beaulieu wird der Fünfte Hugenottenkrieg beendet. Die Hugenotten unter Heinrich von Navarra erhalten günstige Bedingungen, weil Frankreichs König Heinrich III. vorerst Frieden im Lande favorisiert.

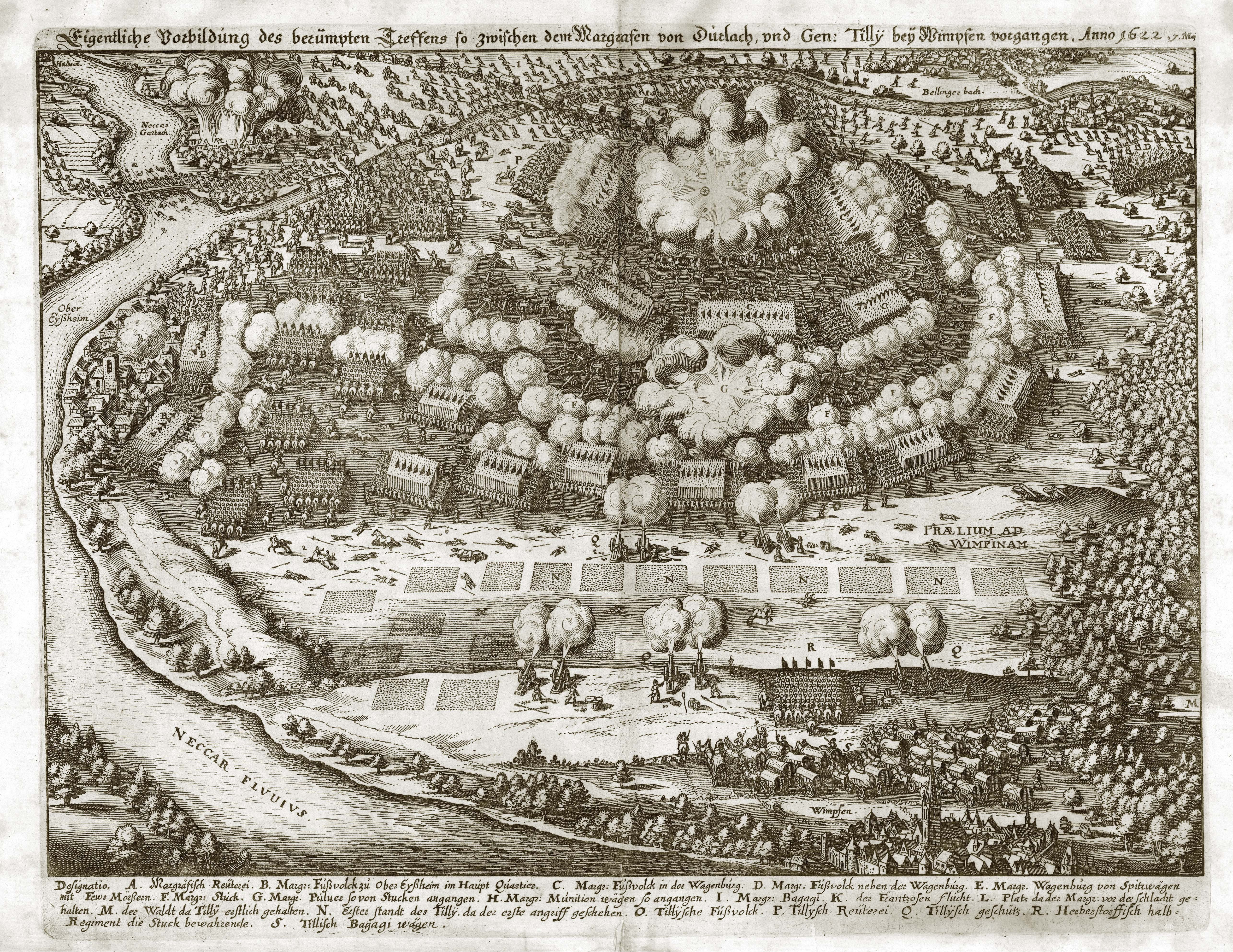
1622: Schlacht bei Wimpfen

- 1622: In der Schlacht bei Wimpfen in der ersten Phase des Dreißigjährigen Krieges siegen Truppen der Liga unter Johann T’Serclaes von Tilly und Gonzalo Fernández de Córdoba über ein von Markgraf Georg Friedrich von Baden-Durlach befehligtes pfälzisches Aufgebot.

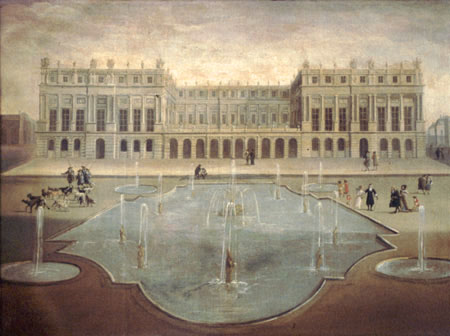
1682: Schloss Versailles

- 1682: Ludwig XIV. von Frankreich verlegt seinen Hof von Paris ins Schloss von Versailles. Versailles wird damit offizieller Regierungssitz Frankreichs.
- 1686: Polen-Litauen und das Zarentum Russland schließen den Ewigen Frieden, mit dem der Waffenstillstand von Andrussowo vom 30. Januar 1667 bestätigt wird. Die Rzeczpospolita wird durch Krzysztof Grzymułtowski vertreten, die russische Seite durch Fürst Wassili Wassiljewitsch Golizyn.
- 1757: In der Schlacht bei Prag, der zweiten Schlacht des Siebenjährigen Krieges, treffen die Heere Friedrichs des Großen und Karl Alexanders von Lothringen aufeinander. Den Preußen gelingt der Sieg über die Österreicher.

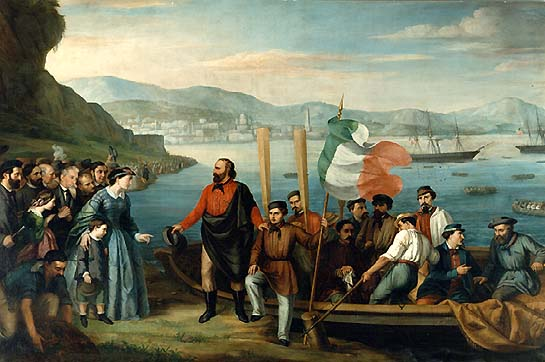
1860: Garibaldis Abreise

- 1860: Eine 1067 Mann starke Truppe unter der Führung von Giuseppe Garibaldi setzt von Genua aus Segel Richtung Süditalien, um den Risorgimento auf Sizilien voranzutreiben. In Erinnerung an dieses Ereignis heißt dieser genuesische Stadtteil heute Quarto dei Mille.
- 1861: Der US-Bundesstaat Arkansas löst sich nach Beginn des Sezessionskrieges von der Union, um den Konföderierten Staaten von Amerika beizutreten.

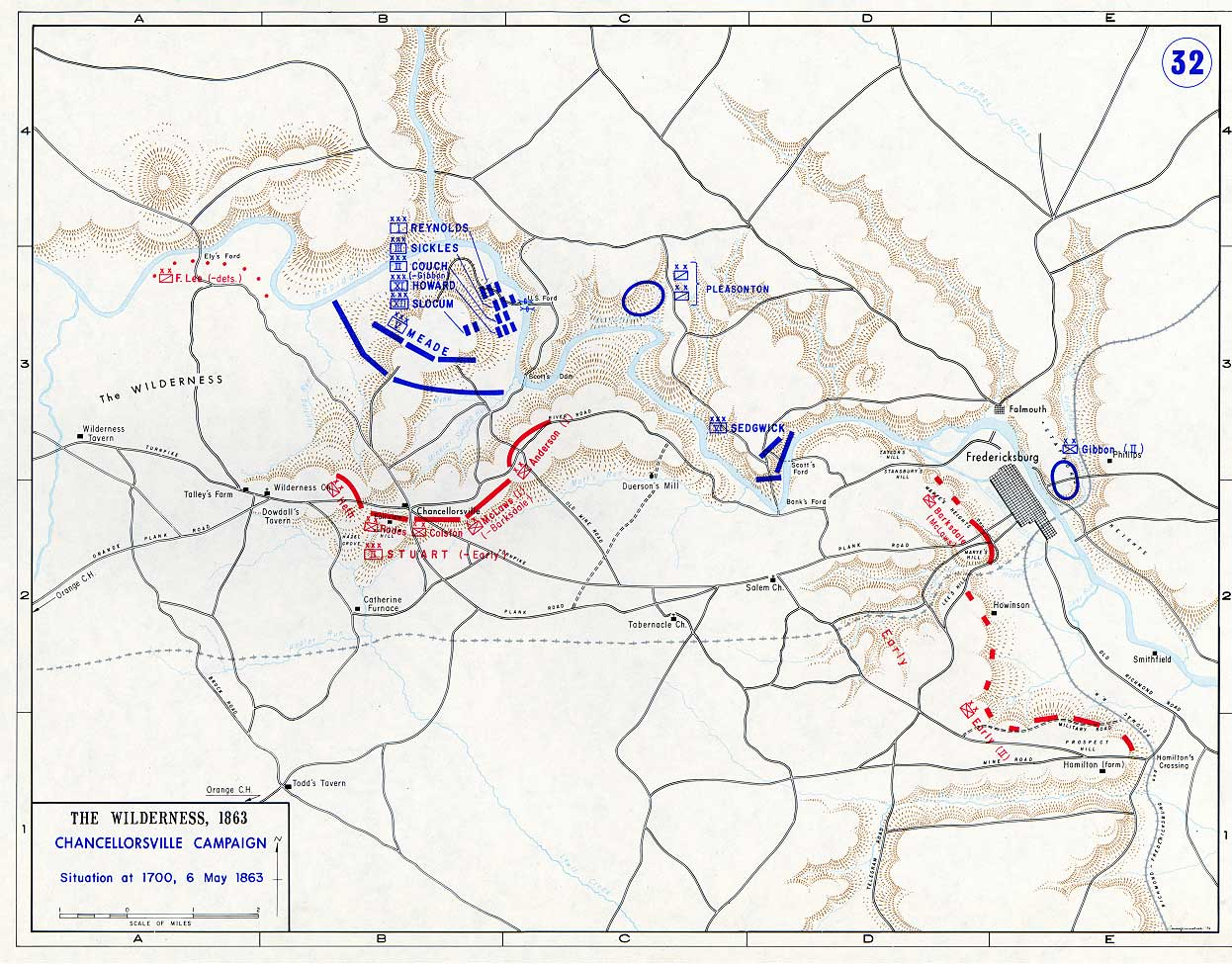
1863: Lage bei Chancellorsville am 6. Mai

- 1863: Der Unionsgeneral Joseph Hooker gibt die Stellungen der Army of the Potomac nach der Schlacht bei Chancellorsville auf und überlässt seinem überraschten Gegenüber Robert Edward Lee und der Army of Northern Virginia der Confederate States Army das Feld.
- 1864: Die zweitägige Schlacht in der Wilderness in Virginia während des Amerikanischen Bürgerkriegs zwischen der Army of the Potomac unter Generalmajor George Gordon Meade und der Army of Northern Virginia von General Robert Edward Lee endet ohne Entscheidung.
- 1876: In Thessaloniki werden der deutsche und der französische Konsul von fanatischen Muslimen bei einem Tumult getötet, was die diplomatischen Beziehungen der beiden Länder zum Osmanischen Reich schwer belastet.
- 1882: Chief Secretary for Ireland Lord Frederick Cavendish und Unterstaatssekretär Thomas Henry Burke werden im Phoenix Park von Dublin von Mitgliedern der Irish National Invincibles, einer irischen Untergrundgruppe, ermordet. Die Taten werden als Phoenix-Park-Morde bekannt.

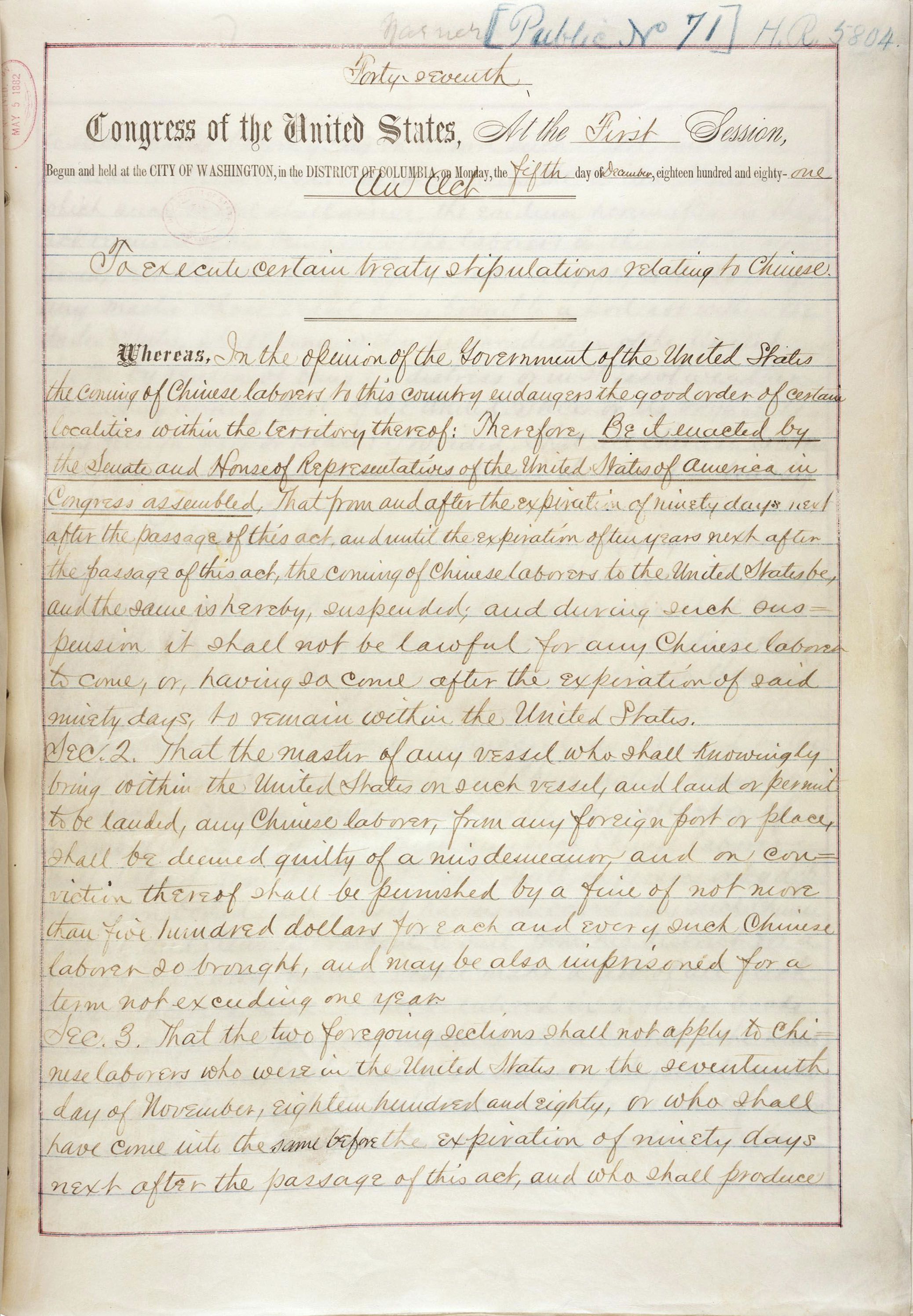
1882: Chinese Exclusion Act

- 1882: Der US-Kongress verabschiedet den Chinese Exclusion Act, der chinesischen Arbeitern (laborers) für die folgenden 10 Jahre die Einreise in die Vereinigten Staaten untersagt. Damit werden die Bestimmungen des Burlingame Treaty von 1868 außer Kraft gesetzt und die Einwanderung von Chinesen de facto komplett unterbunden.

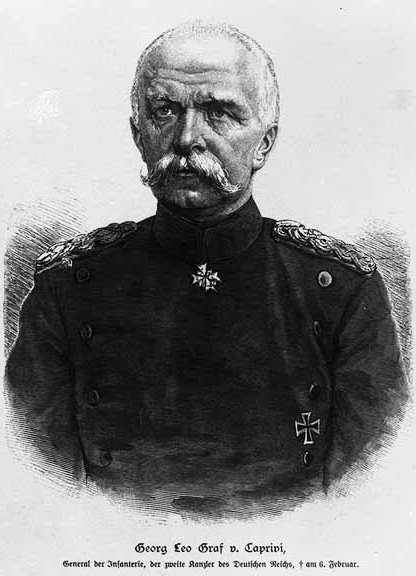
1893: Leo Graf von Caprivi

- 1893: Reichskanzler Leo von Caprivi löst den 8. Deutschen Reichstag auf, nachdem dieser seine Gesetzesvorlage über die Erhöhung der Friedenspräsenzstärke des deutschen Heeres auf 500.000 Mann abgelehnt hat. Die folgende Reichstagswahl findet am 15. Juni statt.

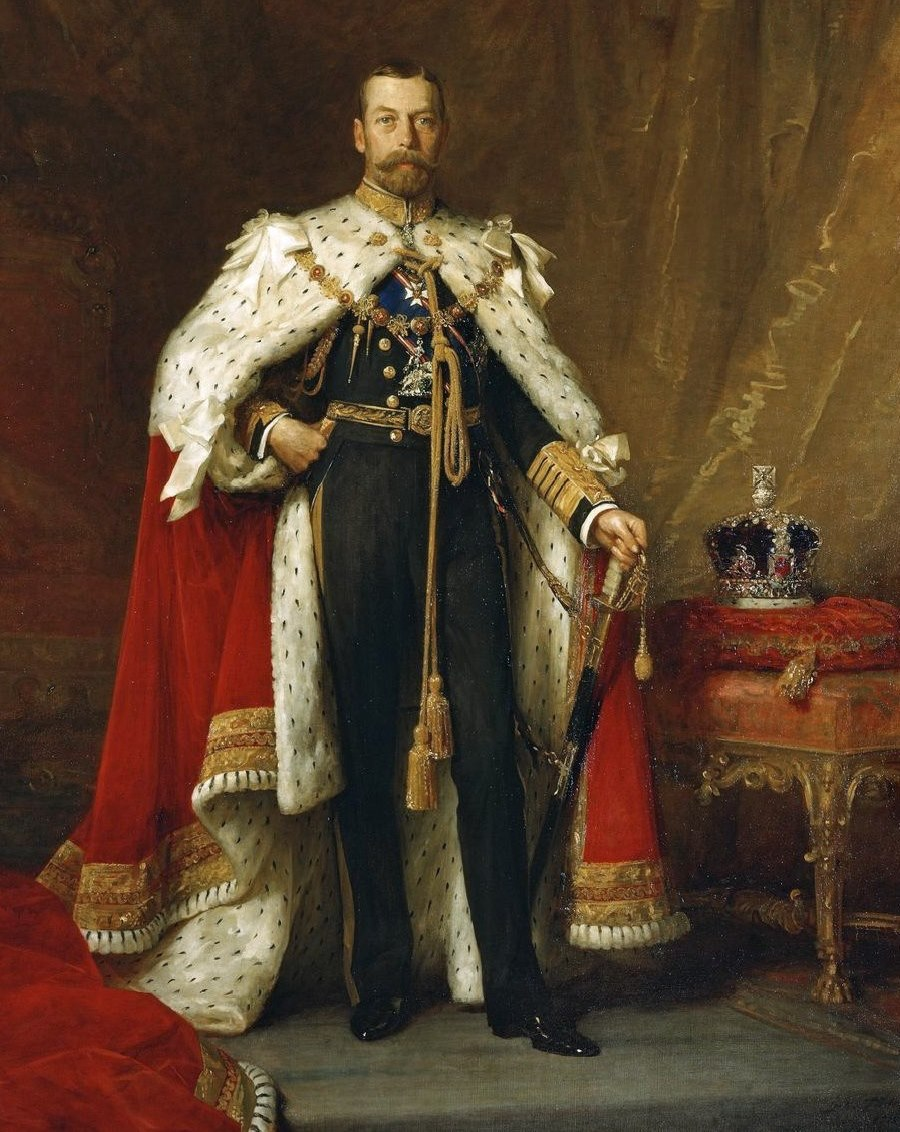
1910: George V.

- 1910: Mit dem Tod Edwards VII. wird sein Sohn George V. König des Vereinigten Königreichs von Großbritannien und Irland und Kaiser von Indien.
- 1914: Nikolaus II. beruft Pjotr Lwowitsch Bark zum (letzten) Finanzminister des Russischen Kaiserreichs, der Teile des Zarenvermögens rechtzeitig vor Beginn der Revolution ins Ausland gebracht haben soll.
- 1919: In Afghanistan beginnt der Dritte Anglo-Afghanische Krieg.
- 1929: Als Reaktion auf den Blutmai verbietet der sozialdemokratische Reichsinnenminister der Weimarer Republik, Carl Severing, unter dem Vorwurf, sie hätten die Ausschreitungen provoziert, reichsweit die kommunistischen paramilitärischen Organisationen Roter Frontkämpferbund (RFB), Rote Jugendfront (RJ) und Rote Marine.
- 1932: Der geistig verwirrte russische Emigrant Pawel Timofejewitsch Gorgulow verübt bei der Eröffnung einer Buchmesse ein Attentat auf den französischen Staatspräsidenten Paul Doumer, an dessen Folgen dieser einen Tag später verstirbt.

1935: Logo der WPA

- 1935: Als Maßnahme des New Deal zur Bekämpfung der Great Depression in den Vereinigten Staaten wird von der Regierung von US-Präsident Franklin D. Roosevelt mit Executive Order 7034 die Works Progress Administration (WPA) als Bundesbehörde zur Eindämmung der Massenarbeitslosigkeit geschaffen.
- 1942: Die US-Truppen auf der Insel Corregidor unter dem Oberbefehlshaber der Philippinen Jonathan M. Wainwright kapitulieren vor den angreifenden japanischen Truppen im Pazifikkrieg.
- 1945: Die Rote Armee beginnt mit der Prager Operation, der letzten großen Offensive im Zweiten Weltkrieg gegen das von der deutschen Wehrmacht gehaltene Prag, wo am Vortag bereits ein Aufstand gegen die Besatzungsmacht begonnen hat.

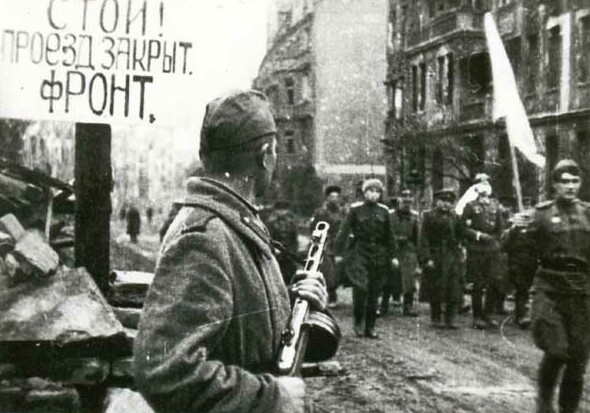
1945: Die deutschen Parlamentäre

- 1945: Mit der Kapitulation der Stadt Breslau gegenüber der Roten Armee endet die Schlacht um Breslau.
- 1945: Mit Kurt Schumacher wird in Hannover erstmals nach dem Ende des Regimes der Nationalsozialisten in Deutschland der Vorsitzende einer örtlichen SPD gewählt, obwohl im britisch besetzten Gebiet die Bildung von Parteien noch verboten ist.

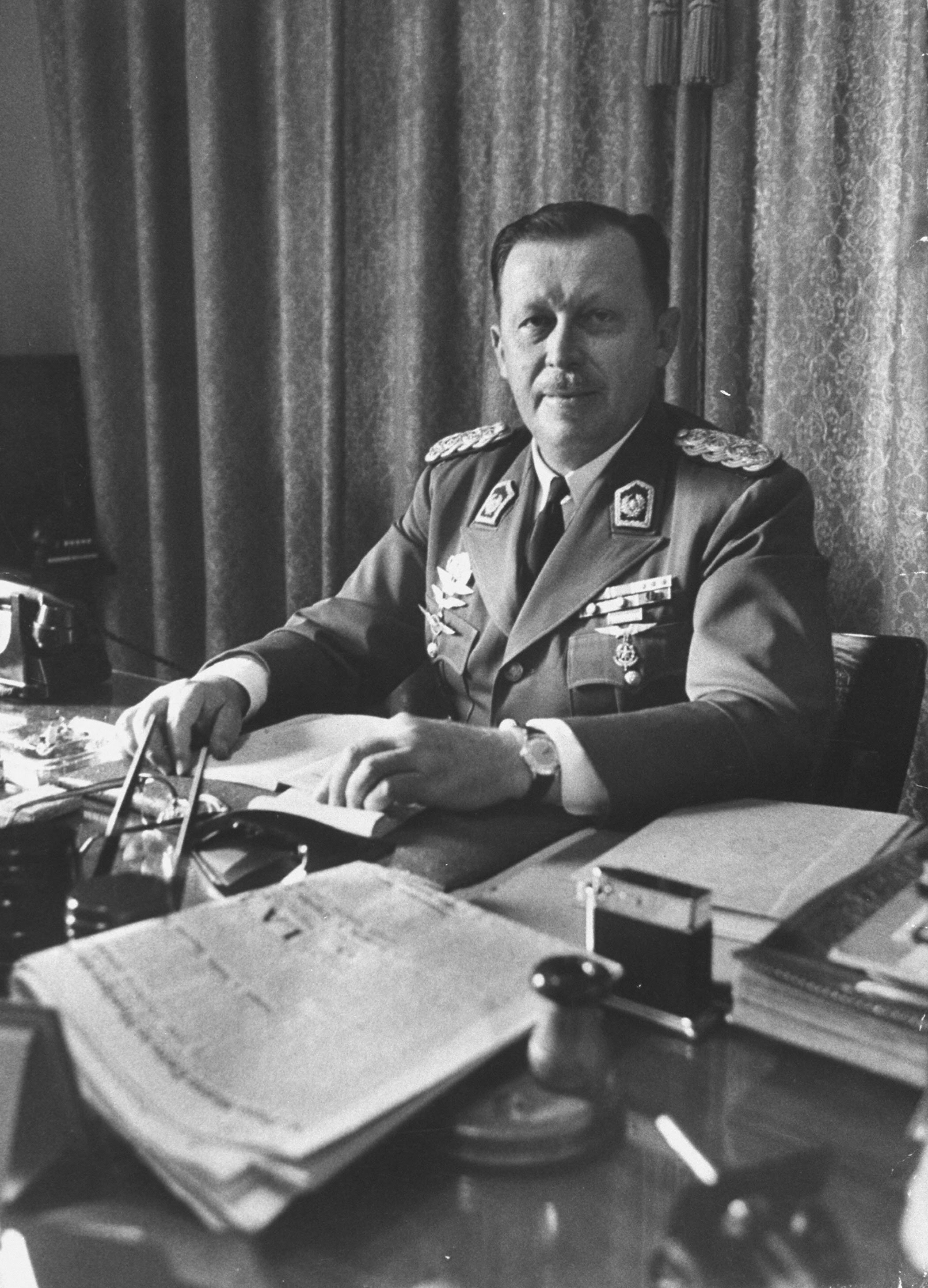
1954: Alfredo Stroessner

- 1954: In Paraguay beginnt mit einem Putsch gegen den gewählten Präsidenten Federico Chaves von der Partido Colorado die 35 Jahre dauernde Diktatur von General Alfredo Stroessner.
- 1963: Die Schweiz wird 17. Mitglied im Europarat.
- 1974: Willy Brandt gibt nach einer Tagung der SPD-Spitze in der Kurt-Schumacher-Akademie in Bad Münstereifel wegen der Affäre um den DDR-Agenten Günter Guillaume in seinem Kabinett offiziell seinen Rücktritt als Kanzler der Bundesrepublik Deutschland bekannt.

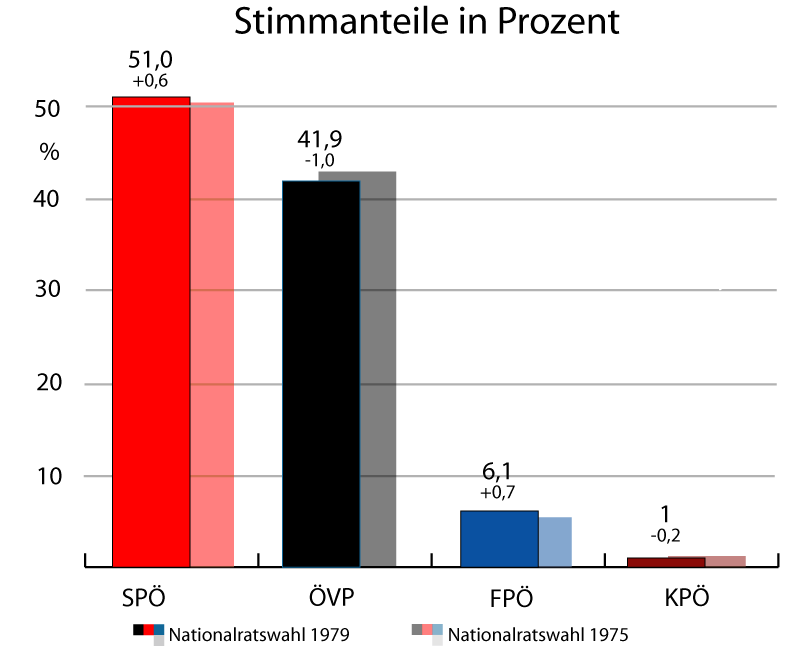
1979: Das Wahlergebnis in Österreich

- 1979: Bei der Nationalratswahl in Österreich wird die SPÖ mit Bundeskanzler Kreisky neuerlich stimmenstärkste Partei und baut ihre absolute Mehrheit vor der ÖVP noch aus.
- 1990: Aus den ersten freien Kommunalwahlen in der Deutschen Demokratischen Republik geht die CDU als stärkste Kraft vor der SPD und der PDS hervor, sie muss im Vergleich zur Volkskammerwahl am 18. März allerdings Stimmenverluste hinnehmen.
- 1997: Der israelische Staatspräsident Ezer Weizmann und Palästinenserführer Jassir Arafat treffen einander am Grenzübergang Erez zwischen Israel und dem Gazastreifen zu Gesprächen über Sicherheitskooperationen.

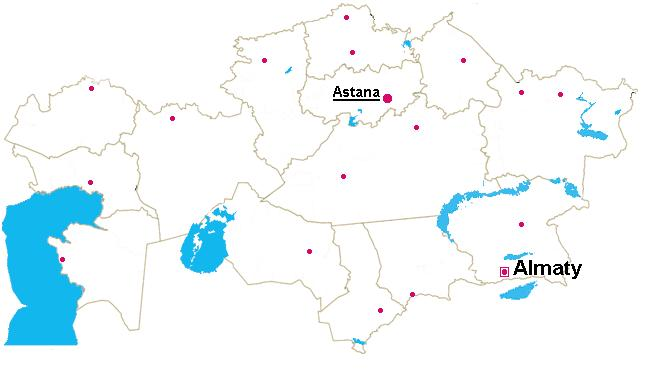
1998: Kasachstan

- 1998: Der kasachische Präsident Nursultan Nasarbajew benennt die Stadt Akmola in Astana um und proklamiert sie zur Hauptstadt Kasachstans. Sie löst damit die bisherige Hauptstadt Almaty ab.
- 1998: Fünf Jahre nach der Unabhängigkeit Eritreas kommt es zu Streitigkeiten über die Grenzziehung mit Äthiopien, die am 12. Mai zum Eritrea-Äthiopien-Krieg eskalieren, der über zwei Jahre dauern wird.
- 2002: Der französische Staatspräsident Jacques Chirac ernennt Jean-Pierre Raffarin als Nachfolger des nach der Niederlage in der Präsidentschaftswahl zurückgetretenen Lionel Jospin zum Ministerpräsidenten.
- 2002: Marc Ravalomanana wird nach seinem Wahlsieg gegen den bisherigen Präsidenten Didier Ratsiraka als Staatspräsident von Madagaskar vereidigt.

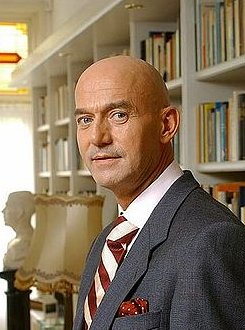
2002: Pim Fortuyn

- 2002: Der niederländische Politiker Pim Fortuyn, Spitzenkandidat der rechts-populistischen Lijst Pim Fortuyn, wird in Hilversum vom Tierschutz-Aktivisten Volkert van der Graaf erschossen. Das Attentat führt zu Ausschreitungen in Den Haag.
- 2007: Der konservative Kandidat Nicolas Sarkozy (UMP, heute Les-Républicains) siegt mit 53,06 Prozent der Stimmen in der Stichwahl bei der französischen Präsidentschaftswahl gegen die sozialistische Bewerberin Ségolène Royal.

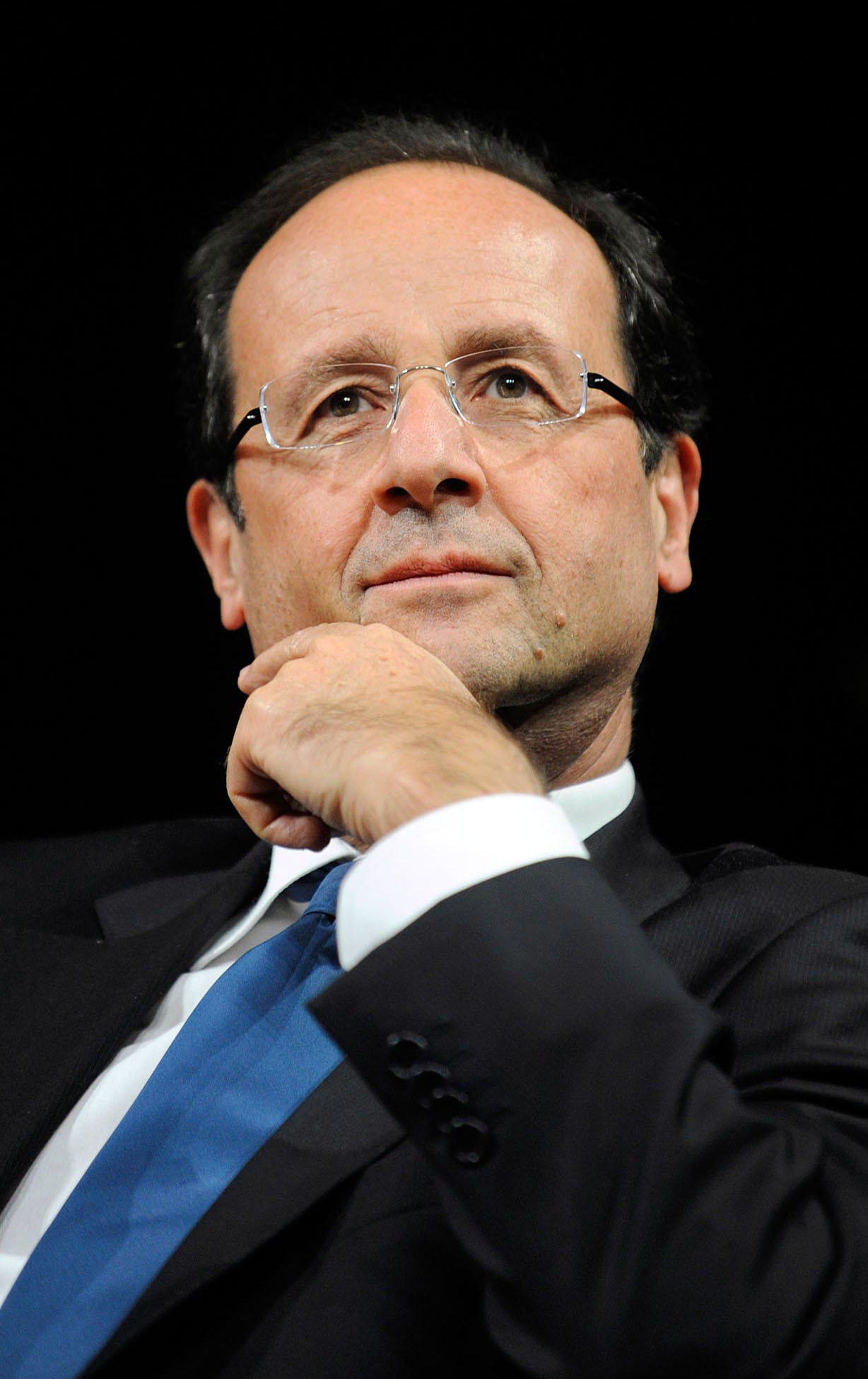
2012: François Hollande

- 2012: Der sozialistische Kandidat François Hollande gewinnt die Stichwahl um das französische Präsidentschaftsamt gegen den konservativen Amtsinhaber Nicolas Sarkozy (UMP, heute Les Républicains).
- 2023: Charles III. wird zum König des Vereinigten Königreichs Großbritannien und Nordirland gekrönt.

### Wirtschaft
- 1678: In Leipzig beschließt der Stadtrat auf Initiative von 30 Großkaufleuten die Errichtung einer Börse. Am 30. Mai wird bereits mit dem Bau der Alten Handelsbörse begonnen.
- 1835: In New York City gibt James Gordon Bennett senior die erste Ausgabe des New York Herald heraus. Der Herald gilt als das erste Massenblatt der Geschichte und kostet nur einen Cent.

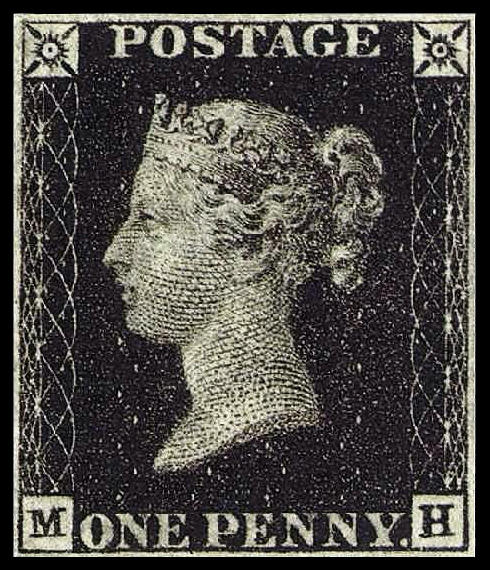
1840: One Penny Black

- 1840: Die erste Briefmarke der Welt, die seit dem 1. Mai in Großbritannien herausgegebene One Penny Black, erlangt Gültigkeit.
- 1851: Der US-amerikanische Arzt John Gorrie erhält ein Patent auf die von ihm erfundene Kältemaschine. Der wirtschaftliche Erfolg bleibt aus.
- 1859: In Colorado wird vom Goldsucher John H. Gregory die erste Goldader gefunden, was einem schon eingesetzten Colorado-Goldrausch im Mittelwesten der USA neuen Auftrieb verleiht.

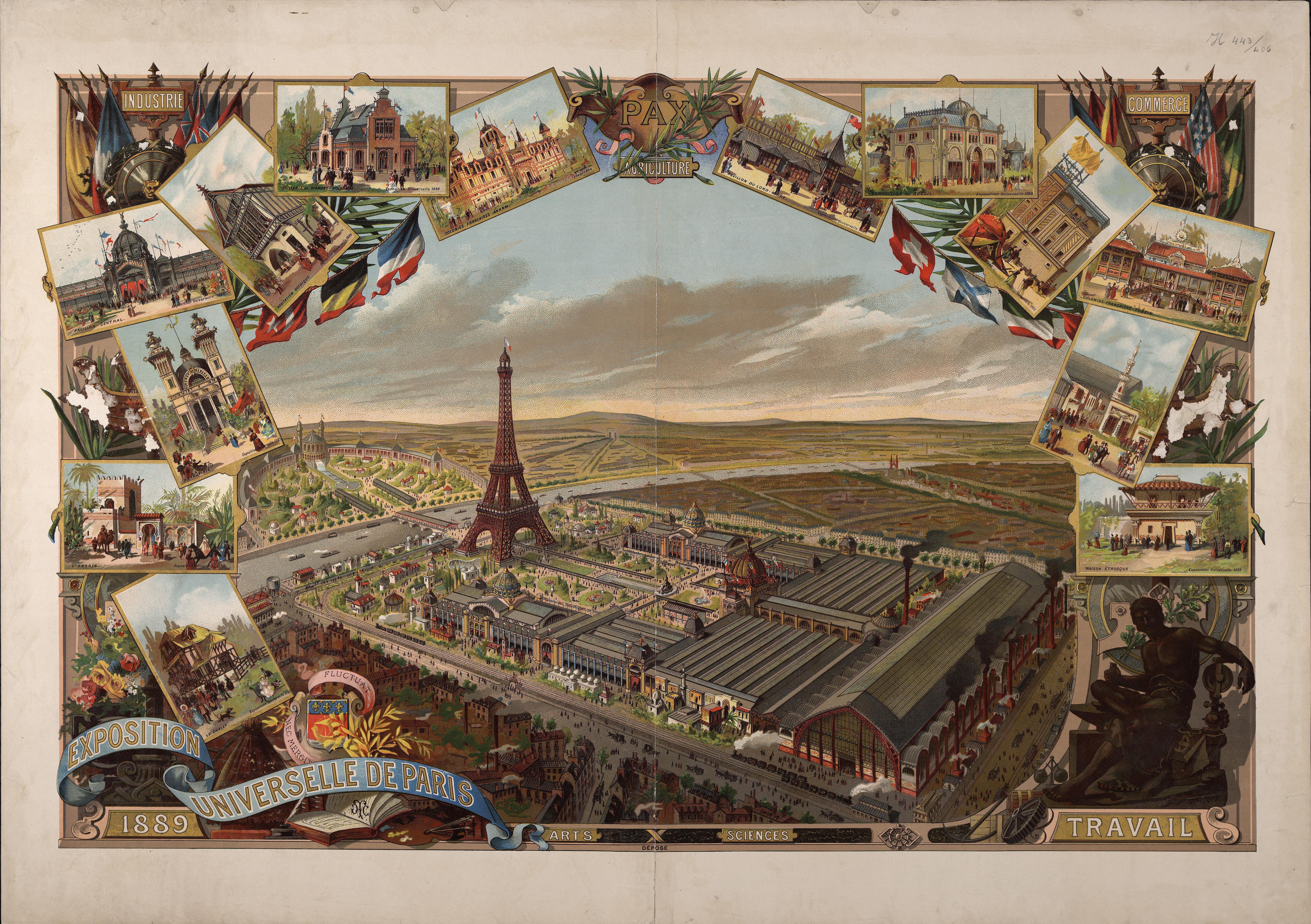
1889: Expo in Paris

- 1889: In Paris wird die Exposition Universelle offiziell eröffnet. Wahrzeichen der Weltausstellung, die unter anderem am Champ de Mars, den Jardins du Trocadéro, dem Quai d’Orsay und auf der Seine abgehalten wird, ist der höchst umstrittene Eiffelturm. Ein Publikumsmagnet wird die Galerie des Machines.

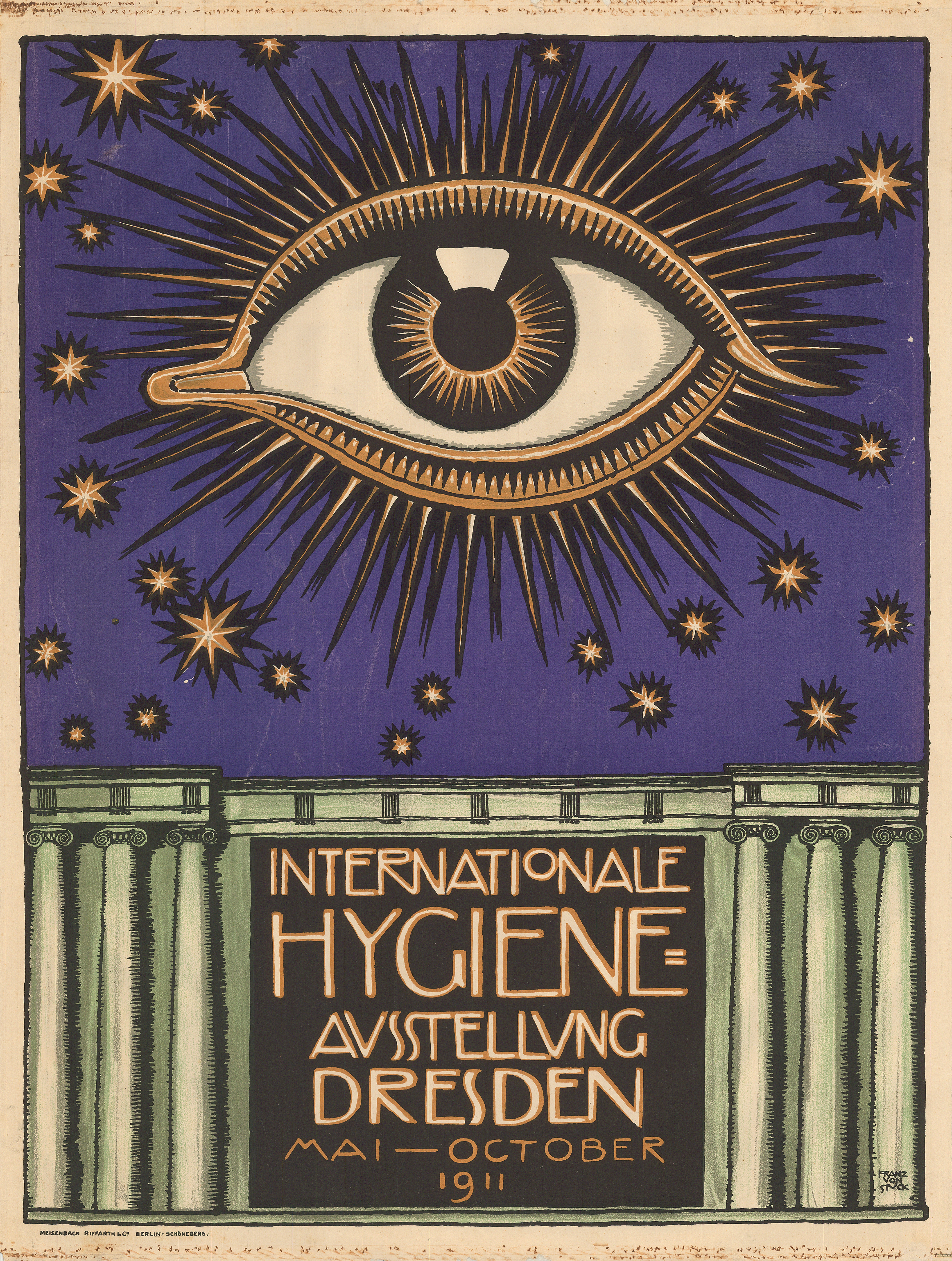
1911: Plakat der Hygiene-Ausstellung

- 1911: Auf Anregung des Odol-Fabrikanten Karl August Lingner wird im Städtischen Ausstellungspalast in Dresden die Internationale Hygiene-Ausstellung eröffnet. Sie dauert bis zum 31. Oktober und ist bis heute die am stärksten besuchte Ausstellung in Dresden.
- 1946: Der belgische Ökonom und Politiker Camille Gutt wird zum ersten Direktor des Internationalen Währungsfonds (IWF) ernannt.
- 1996: Die Hyundai Motor India Limited wird als Tochtergesellschaft der südkoreanischen Hyundai Motor Company gegründet.
- 1997: Der britische Schatzkanzler Gordon Brown erklärt die Bank of England für politisch unabhängig. Sie kann jedoch in der Zinssatzfestsetzung die Regierung beim Weg zum von ihr angestrebten Inflationsziel von höchstens 2,5 % unterstützen. Das ist einer der revolutionärsten Schritte in der 300-jährigen Geschichte der Bank.
- 2010: An der New York Stock Exchange kommt es während des Handels zum größten Verlust nach Punkten gemessen im Laufe eines Handelstages (fast 1000 Punkte). Dieser Verlust konnte im Laufe einer Viertelstunde zu einem Großteil wieder ausgeglichen werden. Bekannt wurde das Ereignis unter dem Namen Flash Crash.

### Wissenschaft und Technik
- 1642 v. Chr.: Um 14:26 Uhr (UTC) beginnt ein Venustransit und endet um 21:32 Uhr (UTC).

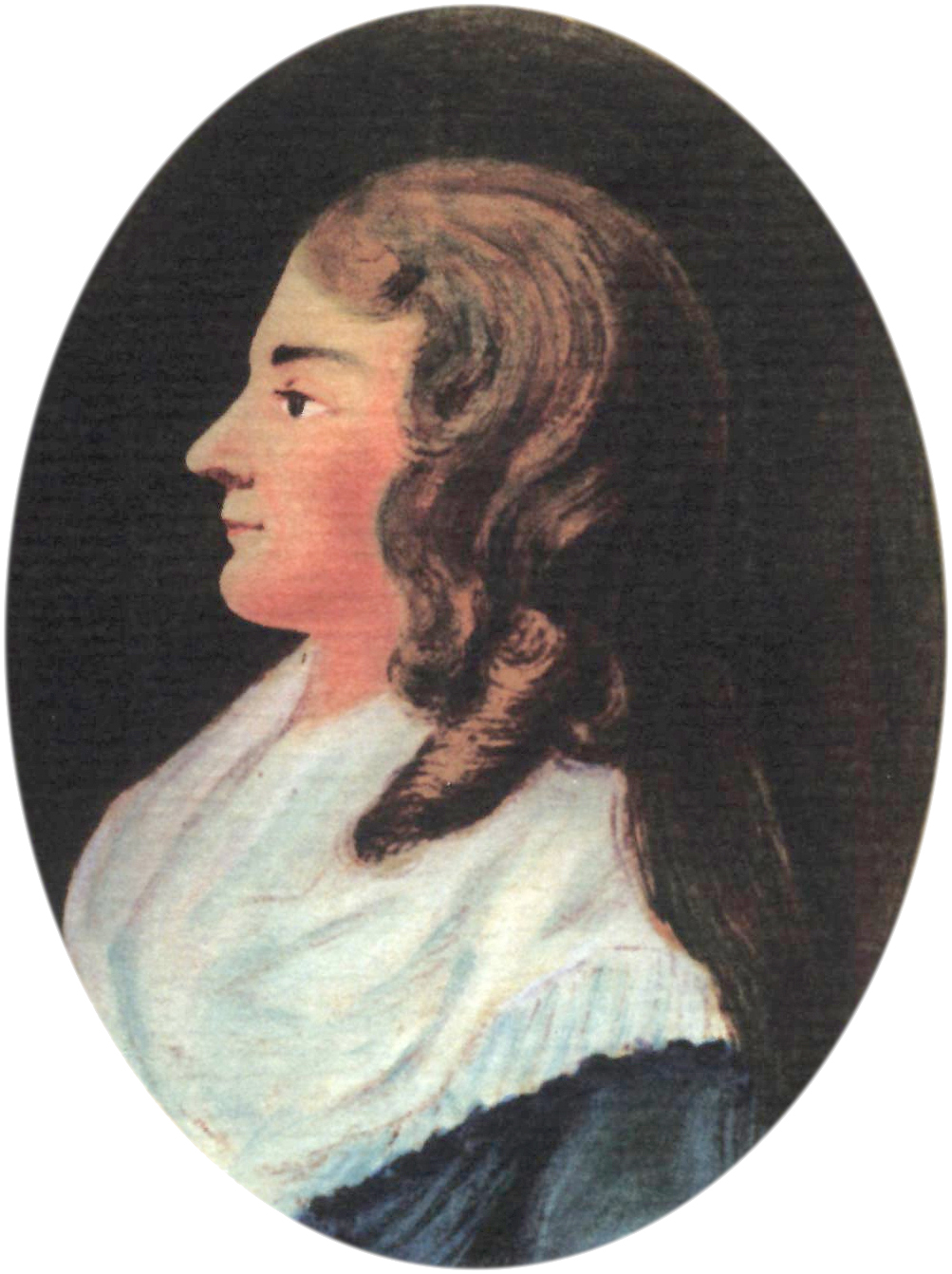
1754: D. C. Erxleben

- 1754: Dorothea Christiane Erxleben, die ihr Studium auf Grund einer Sondergenehmigung von Friedrich dem Großen absolviert hat, besteht ihre Doktorprüfung an der Universität Halle mit großem Erfolg und wird damit zur ersten promovierten Ärztin in Deutschland.
- 1869: In West Lafayette (Indiana) wird die Purdue University gegründet.
- 1953: Der Chirurg John Heysham Gibbon führt die erste Operation mit Hilfe einer Herz-Lungen-Maschine durch.
- 1971: Auf dem Werksgelände in Ottobrunn stellt MBB den ersten Prototyp einer Magnetschwebebahn zur Personenbeförderung vor. Das neue Verkehrsmittel Transrapid zeichnet sich ab.

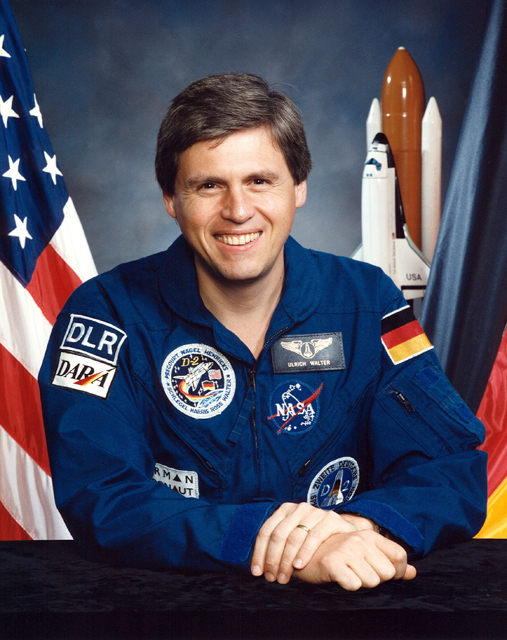
1993: Ulrich Walter

- 1993: Die zweite deutsche Spacelab-Mission D2 mit den deutschen Raumfahrern Ulrich Walter und Hans Wilhelm Schlegel an Bord endet mit der Landung des Space Shuttles Columbia auf der kalifornischen Edwards Air Force Base.

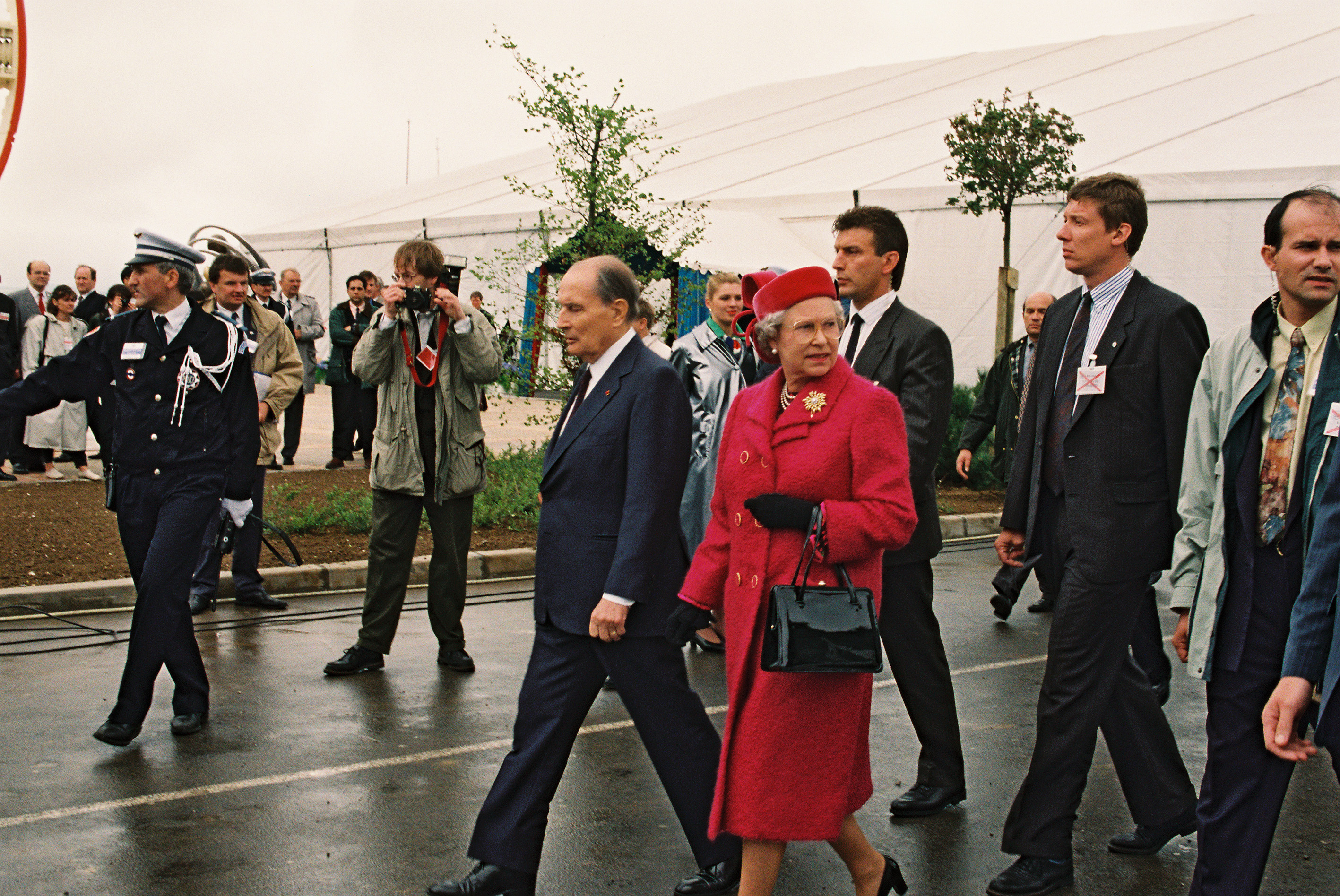
1994: Eröffnung des Eurotunnels

- 1994: Die offizielle Eröffnung des Eurotunnels unter dem Ärmelkanal zwischen Großbritannien und Frankreich erfolgt durch Königin Elisabeth II. und den französischen Präsidenten François Mitterrand.
- 2001: Dennis Tito, der erste Weltraumtourist, landet nach einem neuntägigen Weltraumflug mit der russischen Mission Sojus TM-32 wieder in Kasachstan auf der Erde.

### Kultur

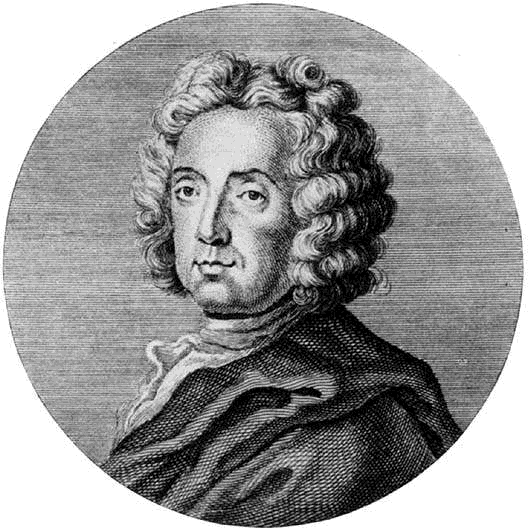
1727: Giovanni Bononcini

- 1727: Die Oper Astianatte von Giovanni Bononcini mit den beiden Primadonnen Faustina Bordoni und Francesca Cuzzoni in den Hauptrollen erlebt ihre Uraufführung am King’s Theatre in London.
- 1854: Nach dem Durchfall am 6. März des Vorjahres hat die Oper La traviata von Giuseppe Verdi in ihrer revidierten Fassung neuerlich ihre Uraufführung am Teatro La Fenice in Venedig, diesmal mit durchschlagendem Erfolg.
- 1857: Die Oper Erzsébet, die Ferenc Erkel gemeinsam mit Franz und Karl Doppler komponiert hat, wird in Budapest uraufgeführt.
- 1991: B5 aktuell, die Informationswelle des Bayerischen Rundfunks, geht auf Sendung.
- 2010: Das Dokumentationszentrum Topographie des Terrors in Berlin unweit des Potsdamer Platzes wird von Bundespräsident Horst Köhler offiziell eröffnet.

### Gesellschaft
- 1848: Die körperliche Züchtigung wird in Preußen abgeschafft.

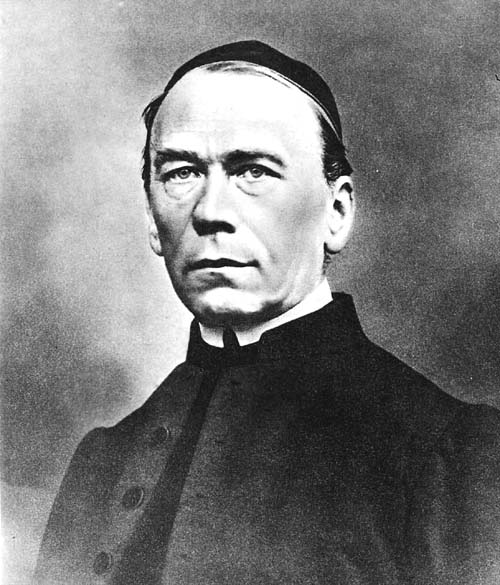
1849: Adolph Kolping

- 1849: Adolph Kolping gründet in Köln mit sechs Gesellen einen katholischen Gesellenverein. Der Verein soll den wandernden Gesellen einen ähnlichen Halt geben, wie ihn nach Kolpings Überzeugung nur die Familie bietet. In der Folge werden auch Gesellenhospize eröffnet.
- 1960: Die britische Prinzessin Margaret, Countess of Snowdon, jüngere Schwester von Königin Elisabeth II., heiratet in der Westminster Abbey den Photographen Antony Armstrong-Jones.
- 1966: Der Serienmörder Ian Brady und seine Komplizin Myra Hindley, die Moormörder, werden nach zweiwöchiger Verhandlung von einem britischen Schwurgericht wegen dreifachen Mordes zu lebenslanger Haft verurteilt.
- 1994: Die Regierungsangestellte Paula Jones reicht bei Gericht eine Klage ein, in der sie US-Präsident Bill Clinton der sexuellen Belästigung beschuldigt.

### Religion
- 1312: Auf dem Konzil von Vienne erlässt Papst Clemens V. die Apostolische Konstitution Exivi de paradiso zum Armutsstreit der Franziskaner. Sie wird mit 27 schweren Verboten, 12 Ermahnungen, 6 Ratschlägen und 12 Bedingungen für die Novizenaufnahme versehen und in der Folge in das Corpus Iuris Canonici aufgenommen.
- 1542: Franz Xaver trifft in Goa ein und beginnt mit der Missionierung in Indien.
- 1934: Im Vatikan erscheint die Erstausgabe der illustrierten Wochenschrift L’Osservatore della Domenica.
- 2001: Johannes Paul II. betritt als erster Papst der Geschichte ein muslimisches Gebetshaus, die Umayyaden-Moschee in Damaskus.

### Katastrophen

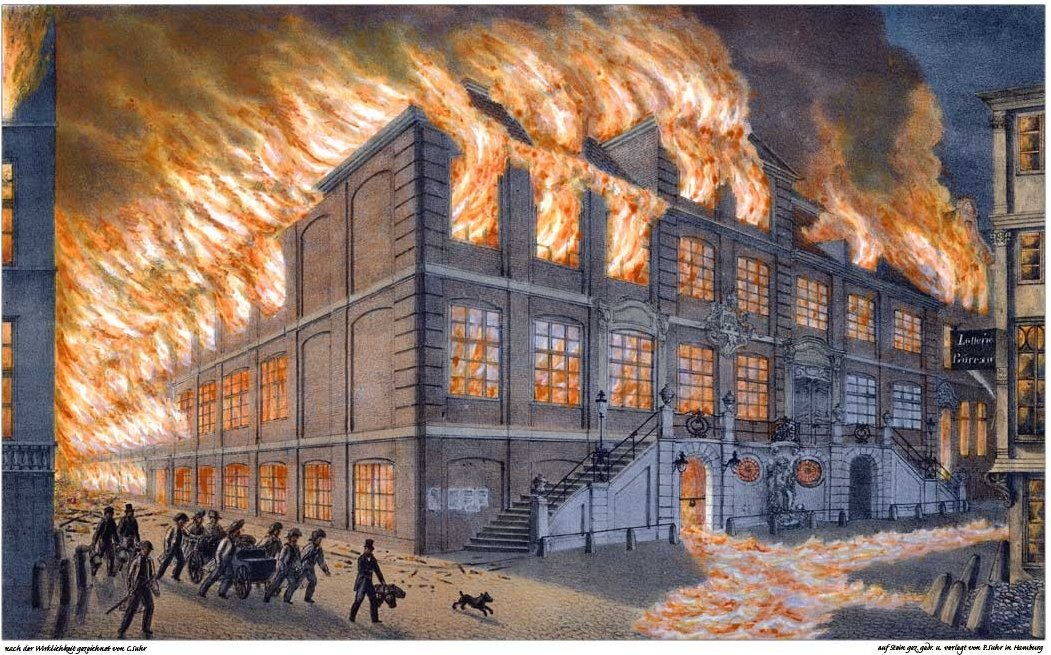
1842: Hamburger Brand am 6. Mai

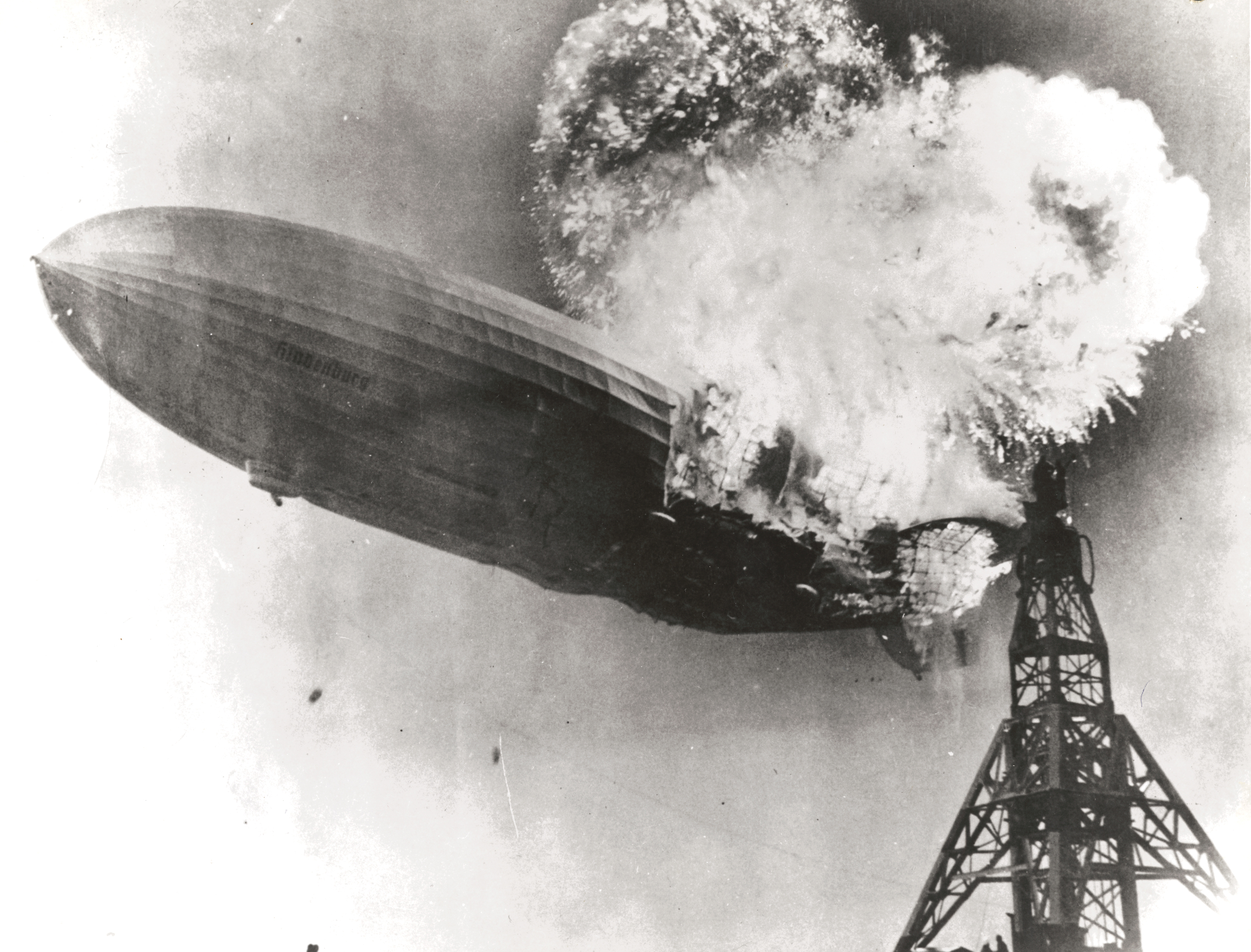
1937: Die brennende Hindenburg

- 1842: Der seit dem 5. Mai tobende Hamburger Brand wendet sich nach Norden und bedroht die Börse und das Rathaus. Während die erst im Vorjahr bezogene Börse gerettet werden kann, wird das Rathaus ein Raub der Flammen.
- 1902: Im Mündungsgebiet des Flusses Irrawaddy (Indischer Ozean) wird das britische Passagierschiff Camorta von einem Zyklon versenkt. Alle 739 Menschen an Bord sterben.
- 1930: Ein Erdbeben der Stärke 6,3 im Iran fordert etwa 2500 Tote.

- 1937: Das Luftschiff LZ 129 Hindenburg geht bei der Landung in Lakehurst (USA) in Flammen auf. Es sterben 36 Menschen.
- 1976: Bei einem Erdbeben der Stärke 6,5 in Friaul, Italien, kommen 989 Menschen ums Leben. Die im Epizentrum liegenden Orte Gemona del Friuli und Venzone erleiden schwere Zerstörungen. Sie werden in der Folge nach alten Photos wieder aufgebaut.

Kleinere Unglücksfälle sind in den Unterartikeln von Katastrophe und in der Liste von Katastrophen aufgeführt.

### Sport
- 1954: Roger Bannister, britischer Medizinstudent, läuft in Oxford als erster Mensch die englische Meile (1609,35 Meter) unter vier Minuten (3:59,4 min).
- 2017: Ein von der Firma Nike organisierter Versuch, die Marathondistanz in unter 2:00 Stunden zu laufen, scheitert knapp. Eliud Kipchoge braucht 26 Sekunden länger als angestrebt.

Einträge von Leichtathletik-Weltrekorden befinden sich unter der jeweiligen Disziplin unter Leichtathletik.

## Geboren

### Vor dem 18. Jahrhundert
- 0973: Heinrich II., römisch-deutscher Kaiser
- 1212: Constantia von Österreich, Tochter Leopolds VI. von Österreich aus dem Geschlecht der Babenberger
- 1262: John Hastings, 1. Baron Hastings, englischer Adeliger und Militär

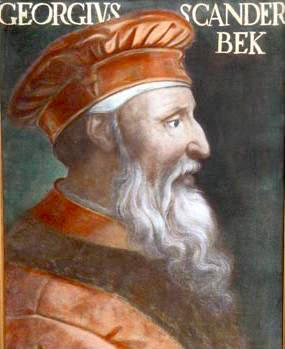
Skanderbeg (* 1405)

- 1405: Skanderbeg, albanischer Fürst, Nationalheld
- 1464: Sofia Jagiellonka, polnische Adlige, Markgräfin von Brandenburg-Kulmbach und Brandenburg-Ansbach
- 1493: Girolamo Seripando, italienischer Theologe, Generalprior der Augustiner-Eremiten und Erzbischof von Salerno
- 1501: Marcellus II., Papst
- 1571: Lucas Osiander, deutscher Theologe, Professor und Kanzler der Universität Tübingen
- 1574: Innozenz X., Papst
- 1580: Carlo I. Gonzaga, Herzog von Nevers und Rethel
- 1635: Johann Joachim Becher, deutscher Chemiker und Arzt
- 1646: August Friedrich, Prinz von Holstein-Gottorf und Fürstbischof des Fürstbistums Lübeck
- 1654: Thomas Pollock, britischer Kolonialgouverneur von North Carolina
- 1668: Adolph Magnus von Hoym, sächsischer Minister und schlesischer Unternehmer
- 1696: Johann Andreas von Franken-Siersdorf, Generalvikar in Köln

### 18. Jahrhundert
- 1710: Richard Bland, Delegierter für Virginia im Kontinentalkongress
- 1713: Charles Batteux, französischer Ästhetiker
- 1723: Ike no Taiga, japanischer Maler
- 1724: Georg Christian Adler, deutscher Prediger, Autor und Altertumsforscher
- 1728: Johann Andreas Stein, deutscher Orgel- und Klavierbauer
- 1738: John Sloss Hobart, US-amerikanischer Jurist und Politiker
- 1738: Charles-Daniel de Meuron, Schweizer Offizier in fremden Diensten und Militärunternehmer in holländischen und britischen Diensten sowie britischer Generalleutnant
- 1741: Josef Ignác Buček, tschechischer Universitätsprofessor, Autor volkswirtschaftlicher Werke
- 1744: Johann Christoph Kunze, deutscher protestantischer Theologe
- 1747: Georg I., Graf von Pyrmont und Fürst von Waldeck
- 1751: François Rodolphe de Weiss, Schweizer Politiker, Schriftsteller und Offizier
- 1754: Marguerite-Louis-François Duport-Dutertre, französischer Justizminister
- 1757: Veronika Gut, Unterstützerin des Nidwaldner Widerstandes gegen die Helvetik
- 1758: André Masséna, Marschall von Frankreich und Herzog von Rivoli und Fürst von Essling

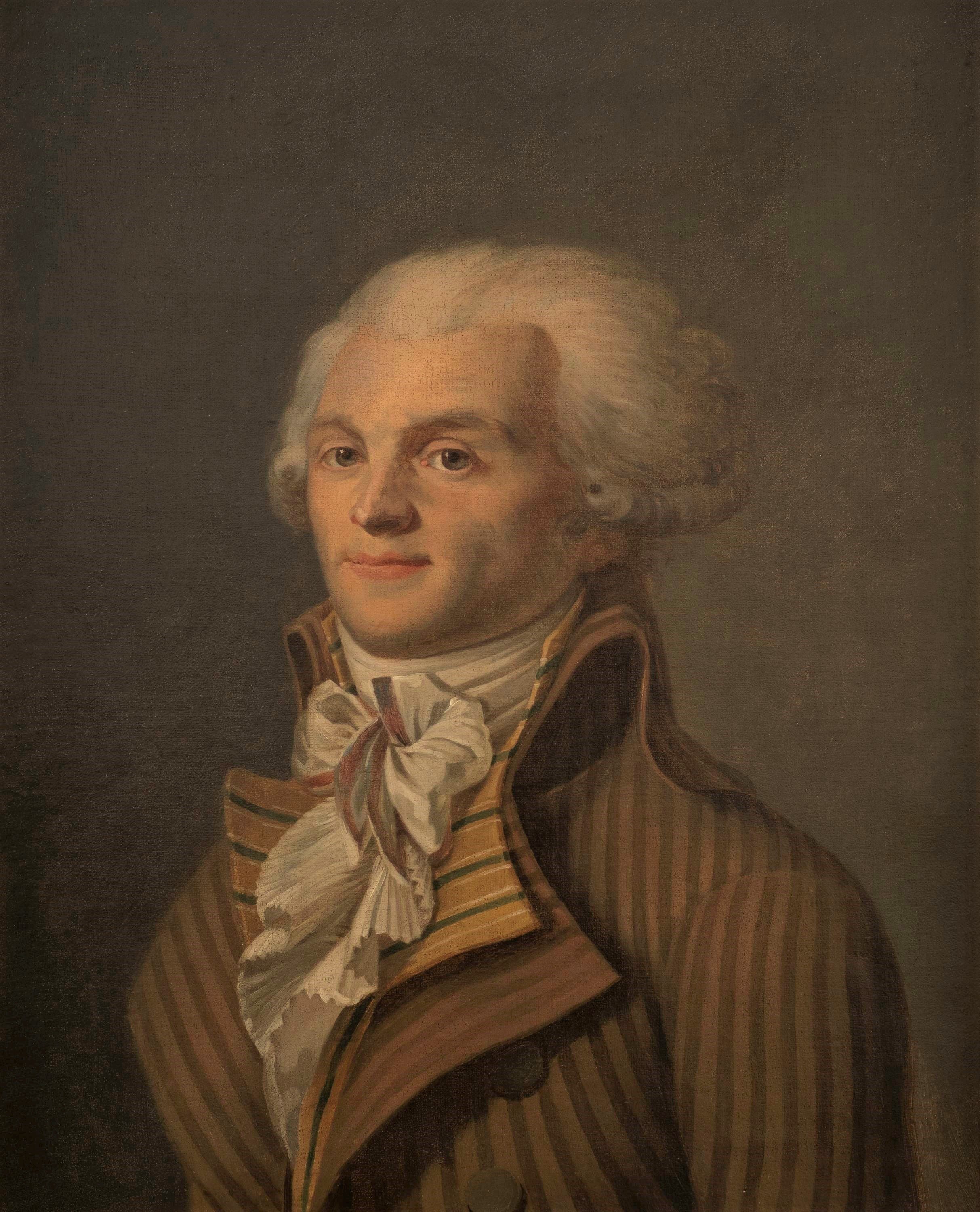
Maximilien Robespierre (* 1758)

- 1758: Maximilien de Robespierre, französischer Revolutionär
- 1759: Joseph Karl Ambrosch, böhmischer Tenor und Komponist
- 1759: François Andrieux, französischer Gelehrter, Dichter und Jurist
- 1763: Johan David Åkerblad, schwedischer Diplomat, Paläograf und Orientalist
- 1766: Gottfried Tauber, deutscher Instrumentenhändler und Optiker
- 1769: Ferdinand III., Großherzog von Toskana
- 1769: Jean Nicolas Pierre Hachette, französischer Mathematiker
- 1773: Philipp Merian, Schweizer Handelsmann und Stiftungsgründer
- 1777: Friedrich Krafft, deutscher Politiker
- 1781: Karl Christian Friedrich Krause, deutscher Philosoph
- 1785: Arvid August Afzelius, erster Sammler schwedischer Volkslieder
- 1786: Ludwig Börne, deutscher Schriftsteller
- 1788: Esprit Requien, französischer Botaniker
- 1791: Wilhelm Eilert Schmid, deutscher Orgelbauer
- 1792: Martin Ohm, deutscher Mathematiker
- 1794: Carl Arnold, norwegischer Komponist
- 1796: Johann Adam Möhler, römisch-katholischer Theologe
- 1798: Heinrich von Quintus-Icilius, deutscher Verwaltungsjurist und Politiker
- 1800: Amalie Haizinger, deutsche Schauspielerin

### 19. Jahrhundert

#### 1801–1850
- 1801: Philipp Graß, elsässischer Bildhauer
- 1801: George Sears Greene, US-amerikanischer Brigadegeneral und vermutlich ältester aktiver Leutnant der Weltgeschichte
- 1801: José Joaquín Pérez, chilenischer Politiker
- 1801: Franziska von Stengel, deutsche Schriftstellerin
- 1802: Charles Nicolas Aubé, französischer Arzt und Entomologe
- 1802: Friedrich August von Pauli, deutscher Bauingenieur, Baubeamter und Pionier des Eisenbahnbrückenbaus
- 1802: Wilhelm Schirmer, deutscher Maler
- 1802: David Friedrich Wiser, Schweizer Kaufmann und Mineraloge
- 1803: Ewald von Frisch, mecklenburgischer Gutsbesitzer und Mitglied im Bund der Kommunisten
- 1803: Wilhelm Josef Sinsteden, deutscher Mediziner und Physiker
- 1804: Gustav von Hackewitz, preußischer Generalmajor
- 1804: Karl Julius Holtzmann, badischer Theologe und Prälat
- 1804: Johann Carl Otto Jancke, deutscher Bibliothekar
- 1804: Raffaele Melia, italienischer Ordenspriester und Generalrektor der Pallottiner
- 1804: François-Xavier Robadey, Schweizer Politiker und Staatsrat
- 1804: Ferdinand Sauter, deutscher Dichter
- 1804: Hans Carl von Thüngen, königlich bayerischer Regierungsbeamter
- 1805: Michael Knoll, deutscher Feldmesser
- 1805: Kaspar Anton Rettler, deutscher Orgelbauer und Redemptoristen-Mönch
- 1805: Franz Carl August von Schenkenberg genannt Schenkelberg, deutscher Bergingenieur, Autor, Entomologe, Mineralien- und Fossiliensammler
- 1806: Georg von Stockau, österreichischer Politiker und Gutsbesitzer
- 1810: Friedrich August Eckstein, deutscher Altphilologe und Lexikograf
- 1813: Bernhard Afinger, deutscher Bildhauer
- 1814: Heinrich Wilhelm Ernst, österreichischer Violinist und Komponist
- 1815: Eugène Labiche, französischer Schriftsteller
- 1819: Johann Baptist Arbinger, deutscher Politiker
- 1821: Ludwig Adolf Neugebauer, polnischer Gynäkologe
- 1823: Hermann Eschke, deutscher Maler
- 1823: Wilhelm Heinrich Riehl, deutscher Journalist, Novellist und Kulturhistoriker
- 1823ː Elizabeth Stoddard, amerikanische Schriftstellerin
- 1824: Tokugawa Iesada, 13. Shōgun der Edo-Zeit in Japan
- 1825ː Charlotte de Rothschild, französische Malerin
- 1830: Ole Andreas Bachke, norwegischer Jurist und Politiker
- 1830: Abraham Jacobi, deutsch-US-amerikanischer Kinderarzt
- 1832: Jan Ondříček, tschechischer Kapellmeister, Geiger und Musikpädagoge
- 1834: Anton August von Attems-Gilleis, österreichischer k.u.k. Kämmerer

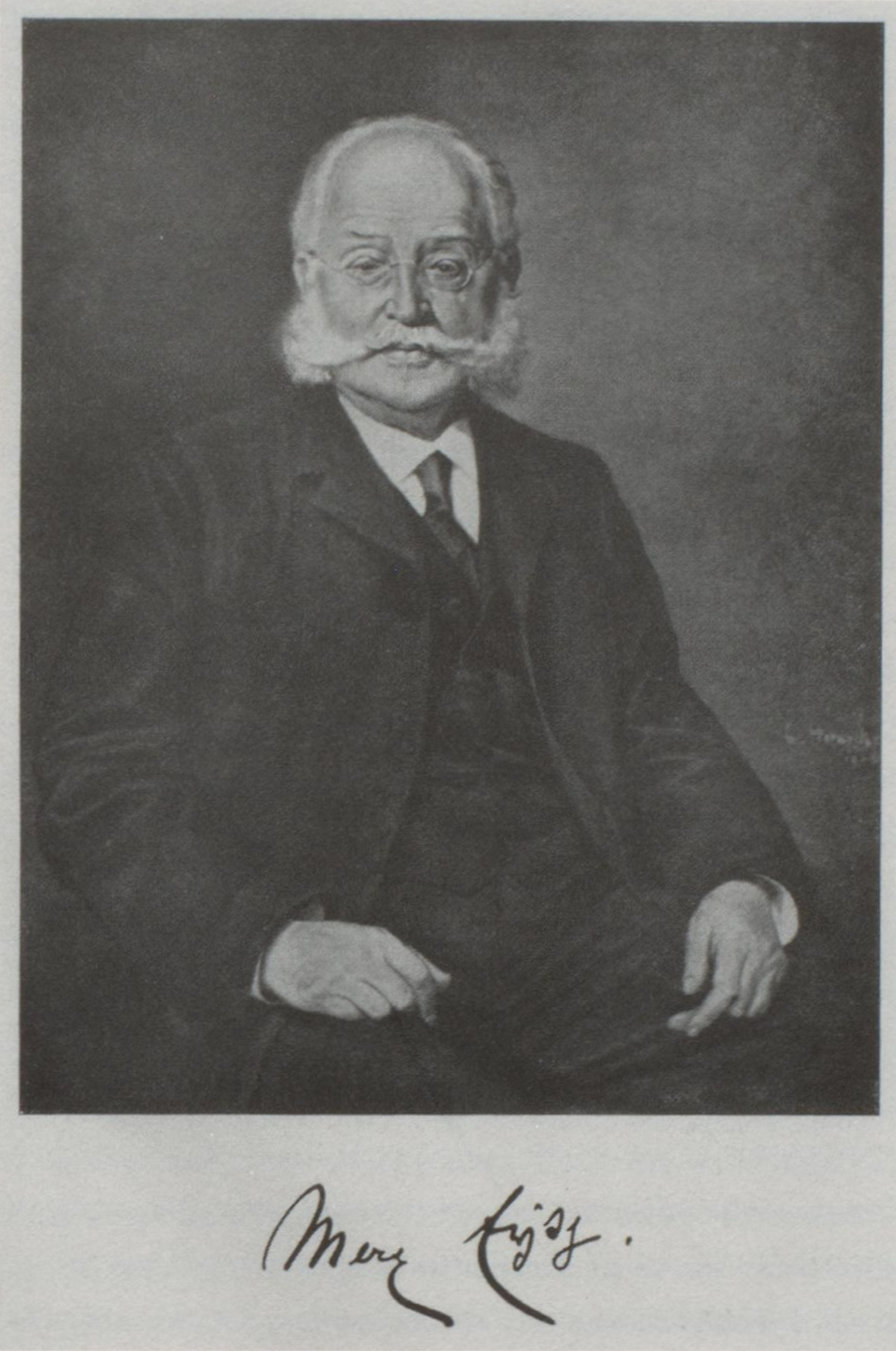
Max Eyth (* 1836)

- 1836: Max Eyth, deutscher Ingenieur und Schriftsteller
- 1839: Hermann Manz, deutscher Verleger, Buch- und Kunsthändler
- 1839: Friedrich Specht, deutscher Tiermaler
- 1841: Georg Schleusner, deutscher evangelischer Geistlicher
- 1842: Felice Cavallotti, italienischer Politiker, Journalist, Schriftsteller und Übersetzer
- 1843: Jules Viette, französischer Politiker
- 1844: Albert von Bamberg, deutscher klassischer Philologe und Gymnasialdirektor
- 1846: Hermann Arnold, deutscher Maler
- 1848: Henry Edward Armstrong, englischer Chemiker
- 1849: Wyatt Eaton, kanadischer Maler

#### 1851–1900
- 1852: Viktor Gluth, deutscher Komponist und Musikpädagoge
- 1853: Philander C. Knox, US-amerikanischer Politiker
- 1854: Jean Bungartz, deutscher Tiermaler und Autor

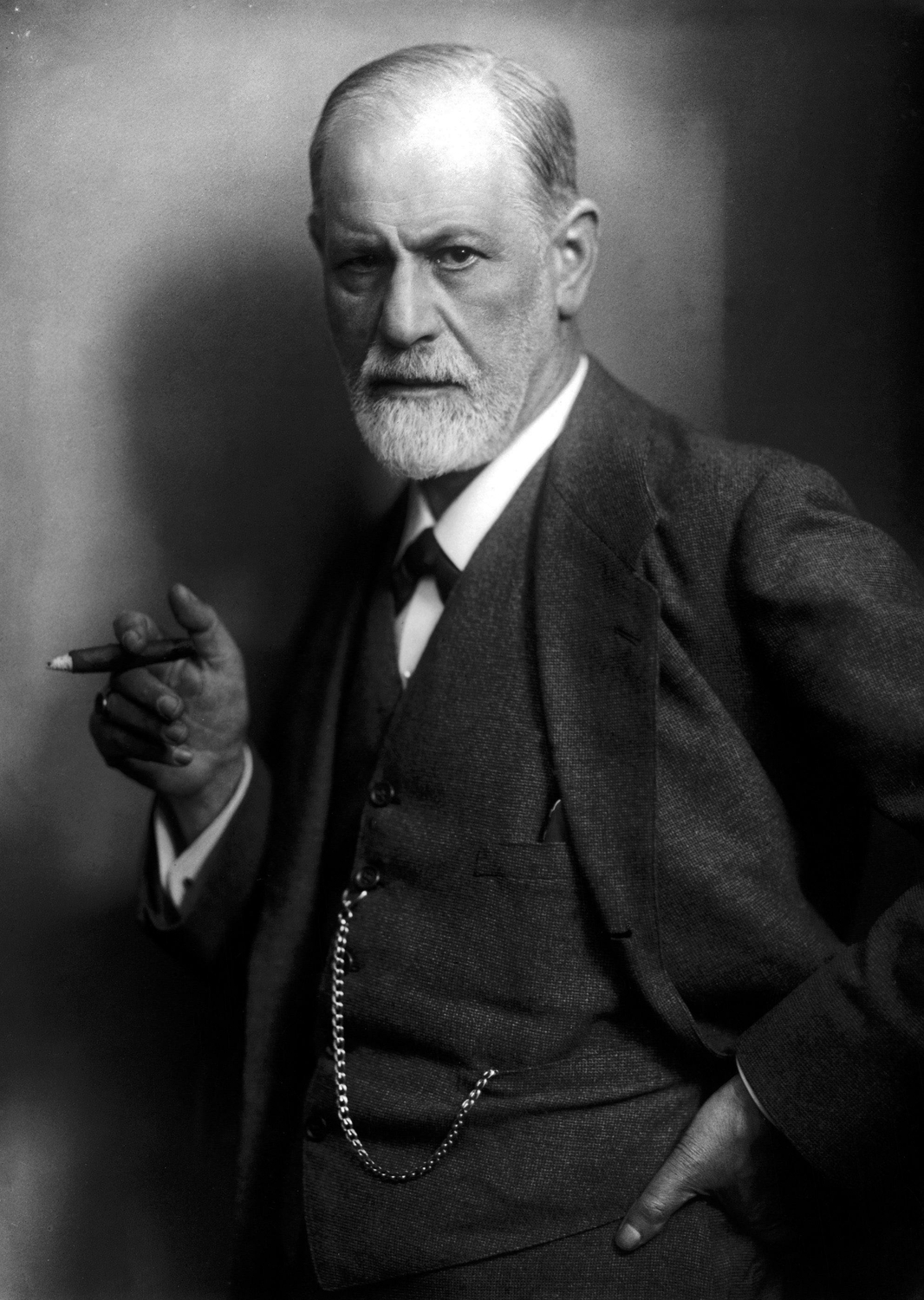
Sigmund Freud (* 1856)

- 1856: Sigmund Freud, österreichischer Arzt und Tiefenpsychologe
- 1856: Robert Edwin Peary, US-amerikanischer Ingenieur und Polarforscher
- 1857: Frank Bramley, englischer Maler
- 1858: Georges Hüe, französischer Komponist
- 1861: Motilal Nehru, indischer Anwalt und Staatsmann, Mitbegründer der Swaraj-Partei
- 1863: Wolodymyr Sokalskyj, ukrainischer Komponist, Pianist und Musikkritiker
- 1863: Charles-René, französischer Komponist und Musikpädagoge
- 1864: Eugenio Tosi, Erzbischof von Mailand und Kardinal
- 1865: John Walter Christie, US-amerikanischer Automobilrennfahrer, Ingenieur, Erfinder und Unternehmer
- 1866: Jóannes Patursson, färöischer Bauer, Dichter und Politiker
- 1868: Gaston Leroux, französischer Journalist und Krimi-Schriftsteller
- 1869: Richard Wiebel, deutscher katholischer Geistlicher und Heimatforscher
- 1871: Christian Morgenstern, deutscher Dichter und Schriftsteller
- 1871: Victor Grignard, französischer Chemiker
- 1872: Cemal Pascha, türkischer General und Politiker
- 1872: Willem de Sitter, niederländischer Astronom
- 1875: William Daniel Leahy, erster Fleetadmiral (5-Sterne-Admiral) der US Navy
- 1876: Paul Silverberg, deutscher Industrieller
- 1876ː Maria Wendt, deutsche Schauspielerin
- 1878: Harry Farjeon, englischer Komponist
- 1878: Ludwig Roebel, deutscher Ingenieur und Erfinder
- 1879: Bedřich Hrozný, tschechischer Linguist und Orientalist
- 1880: Maximilian Josef Auer, österreichischer Musikwissenschaftler
- 1880: Chino Masako, japanische Lyrikerin

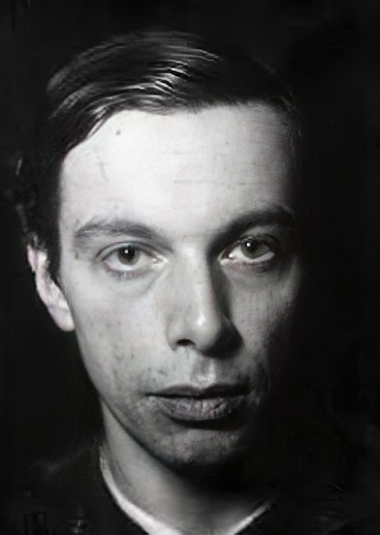
Ernst Ludwig Kirchner (* 1880)

- 1880: Ernst Ludwig Kirchner, deutscher Maler und Grafiker des Expressionismus (Die Brücke)
- 1880: David de Sousa, portugiesischer Violoncellist, Dirigent und Komponist
- 1882: Emilio Bontà, Schweizer Lehrer und Heimatforscher
- 1882: Guy Kibbee, US-amerikanischer Charakterschauspieler
- 1882: Wilhelm von Preußen, preußischer Kronprinz
- 1884: Pierre Aeby, Schweizer Politiker
- 1884: Hermann Quistorf, deutscher Schriftsteller und Übersetzer
- 1885: Henri Willem Hoesen, niederländischer Arzt
- 1886: Bernard Karfiol, US-amerikanischer Maler
- 1887: Georg Hartmann, deutscher Kirchenmusikkomponist und Heimatschriftsteller
- 1887: Michael Browne, irischstämmiger Kardinal, Chef des Dominikaner-Ordens
- 1889: Stanley Morison, englischer Typograf

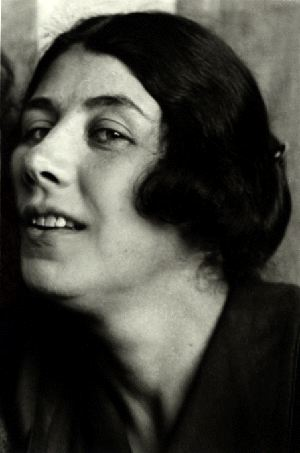
Ljubow Sergejewna Popowa (* 1889)

- 1889: Ljubow Sergejewna Popowa, russische Malerin
- 1890: Friedrich Oehlkers, deutscher Botaniker
- 1890: Oskar Rümmele, deutscher Politiker
- 1891: Herta Mannheimer, deutsche Kommunalpolitikerin und Holocaustopfer
- 1893: Hinrich Wilhelm Kopf, deutscher Politiker, Ministerpräsident von Niedersachsen
- 1893: José Calvo Sotelo, spanischer Politiker
- 1893: Marie Kahle, deutsche Pädagogin, Opfer der NS-Zeit
- 1893: Wilhelm Kohlhoff, deutscher Maler und Graphiker

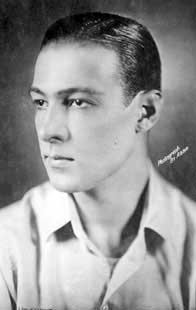
Rudolph Valentino (* 1895)

- 1895: Rudolph Valentino, italienischer Schauspieler
- 1896: Rolf Sievert, schwedischer Physiker
- 1897: Harry d’Abbadie d’Arrast, US-amerikanischer Filmregisseur
- 1897: Karl Kurt Klein, deutscher Germanist
- 1897: Árpád Szenes, ungarisch-französischer Maler
- 1898: Alwin Walther, deutscher Ingenieur und Mathematiker
- 1898: Konrad Henlein, sudetendeutscher Politiker und SS-General

### 20. Jahrhundert

#### 1901–1925
- 1901: Urs Küry, Schweizer Bischof
- 1901: Fritz Levy, deutscher Viehhändler, der letzte Jude von Jever
- 1902: Peter Aschenbrenner, österreichischer Bergsteiger und Pionier
- 1902: Lothar Beutel, deutscher Apotheker und SS-Mitglied
- 1902: Max Ophüls, deutscher Filmregisseur
- 1903: Hermann Grab, tschechischer Schriftsteller und Musiker
- 1903: Hanne-Nüte Kämmerer, deutsche Textilkünstlerin, Erfinderin des „Hähnchenmuster“
- 1904: Benjamin Akzin, israelischer Professor
- 1904: Cliff Carlisle, US-amerikanischer Country-Sänger
- 1904: Moshé Feldenkrais, israelischer Physiker, entwickelte die Feldenkrais-Methode
- 1904: Harry Martinson, schwedischer Schriftsteller, Nobelpreisträger
- 1904: Max Mallowan, britischer Archäologe, Ehemann von Agatha Christie
- 1905: René Dreyfus, französischer Autorennfahrer
- 1905: Georgi Slatew-Tscherkin, bulgarischer Komponist und Gesangspädagoge
- 1905: Alexander Wilberg, österreichischer Politiker
- 1906: André Weil, französischer Mathematiker
- 1906: Fritz Katzmann, deutscher Offizier, Kriegsverbrecher
- 1906ː Wera Meyer-Waldeck, deutsche Architektin
- 1907: Weeb Ewbank, US-amerikanischer American-Football-Trainer
- 1907: Friedrich Suhr, deutscher Jurist, SS-Mitglied und SD-Führer in Russland und Frankreich
- 1907: Yasushi Inoue, japanischer Schriftsteller
- 1908: Necil Kâzım Akses, türkischer Komponist
- 1908: Jan Kreczmar, polnischer Schauspieler
- 1908: Vera Zahradnik, österreichisch-amerikanische Tänzerin und Tanz-Pädagogin
- 1909: Albert Richter, deutscher Forstwissenschaftler
- 1909: John Vaught, US-amerikanischer Football-Coach
- 1911: Walter Müller, österreichischer Schauspieler
- 1912: Ellen Müller-Preis, österreichische Florettfechterin
- 1913: Carmen Cavallaro, US-amerikanischer Musiker
- 1913: Gyula Dávid, ungarischer Komponist
- 1913: Stewart Granger, britischer Schauspieler
- 1915: Hens Dekkers, niederländischer Boxer
- 1915: Wilhelm Letonja, deutscher Deserteur und NS-Opfer

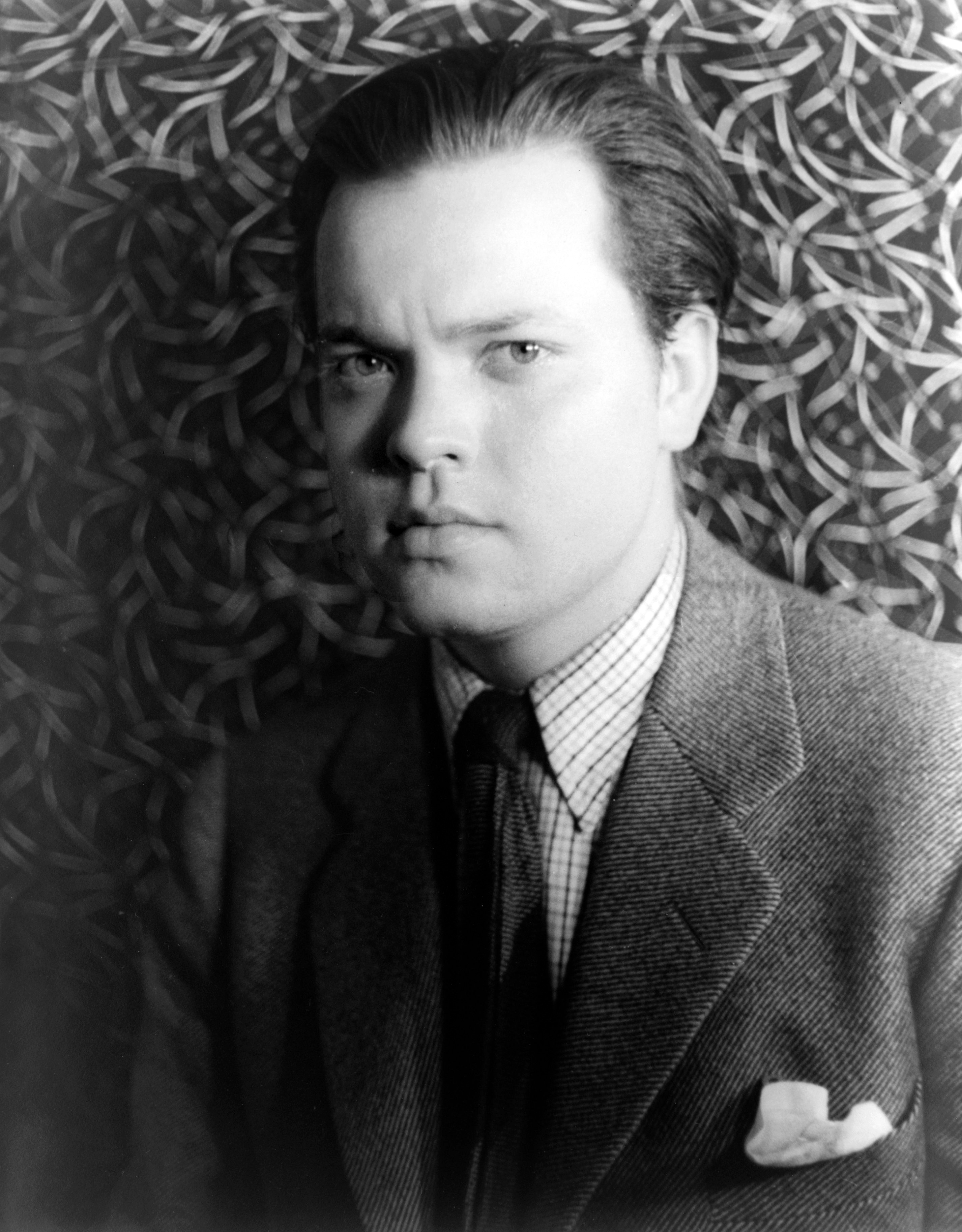
Orson Welles (* 1915)

- 1915: Orson Welles, US-amerikanischer Regisseur und Schauspieler
- 1916ː Geneviève Callerot, französische Landwirtin und Schriftstellerin, Mitglied der Ehrenlegion
- 1916: Robert Henry Dicke, US-amerikanischer Physiker und Astrophysiker
- 1917: Jack Stewart, kanadischer Eishockeyspieler
- 1918ː Eva Mamlok, deutsche Antifaschistin, Widerstandskämpferin, NS-Opfer
- 1918: Godfrey Ridout, kanadischer Komponist und Musikpädagoge
- 1919: André Guelfi, marokkanischer Autorennfahrer
- 1921: Erich Fried, österreichischer Lyriker, Übersetzer und Essayist
- 1922: Julio Ardiles Gray, argentinischer Schriftsteller
- 1922: Walter Gehlhoff, deutscher Diplomat und Staatssekretär
- 1922: Pat Harder, US-amerikanischer American-Football-Spieler
- 1922: Ralph Hirschmann, US-amerikanischer Chemiker
- 1923: Galyani Vadhana, thailändische Prinzessin
- 1924: Tommy Angell, US-amerikanische Fechterin
- 1925: Wolf von Ausin, deutscher Rechtsanwalt
- 1925: Hanns Dieter Hüsch, deutscher Kabarettist, Schauspieler und Moderator
- 1925: Manfred Lichtenfeld, deutscher Schauspieler

#### 1926–1950
- 1927: Franz Baum, deutscher Politiker
- 1929: Paul Christian Lauterbur, US-amerikanischer Chemiker und Radiologe, Nobelpreisträger
- 1929: Hans Wilken, deutscher Gynäkologe
- 1930: Kjell Bækkelund, norwegischer Pianist
- 1930: Karl-Heinz Kämmerling, deutscher Klavierpädagoge

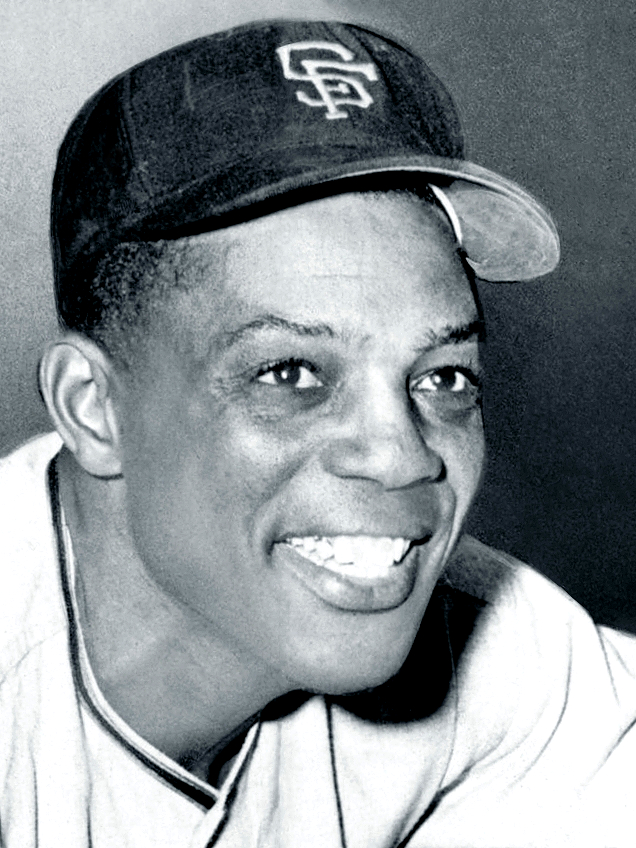
Willie Mays (* 1931)

- 1931: Willie Mays, US-amerikanischer Baseballspieler
- 1932: Alexander Borissowitsch Beljawski, russischer Schauspieler
- 1932: Johannes Gross, deutscher Publizist und Journalist
- 1932: Günter Hauk, deutscher Komponist
- 1933ː Juanita Castro, Autorin, CIA Kollaborateurin und Schwester der Castro-Präsidenten
- 1934: Oskar Gottlieb Blarr, deutscher Komponist, Organist und Kirchenmusiker
- 1934: Max Boyes, britischer Hürdenläufer
- 1934: Fernand Franck, luxemburgischer Erzbischof
- 1934: Alois Glaubitz, deutscher Fußballspieler
- 1934: Hennes Junkermann, deutscher Radrennfahrer
- 1934: Richard Shelby, US-amerikanischer Politiker
- 1935: Klaus Immelmann, deutscher Verhaltensbiologe
- 1936: Kazimierz Gierżod, polnischer Pianist und Musikpädagoge
- 1936: Jörg Lehne, deutscher Bergsteiger
- 1937: Rubin Carter, US-amerikanischer Boxer
- 1937: Karin Lieneweg, deutsche Schauspielerin und Synchronsprecherin

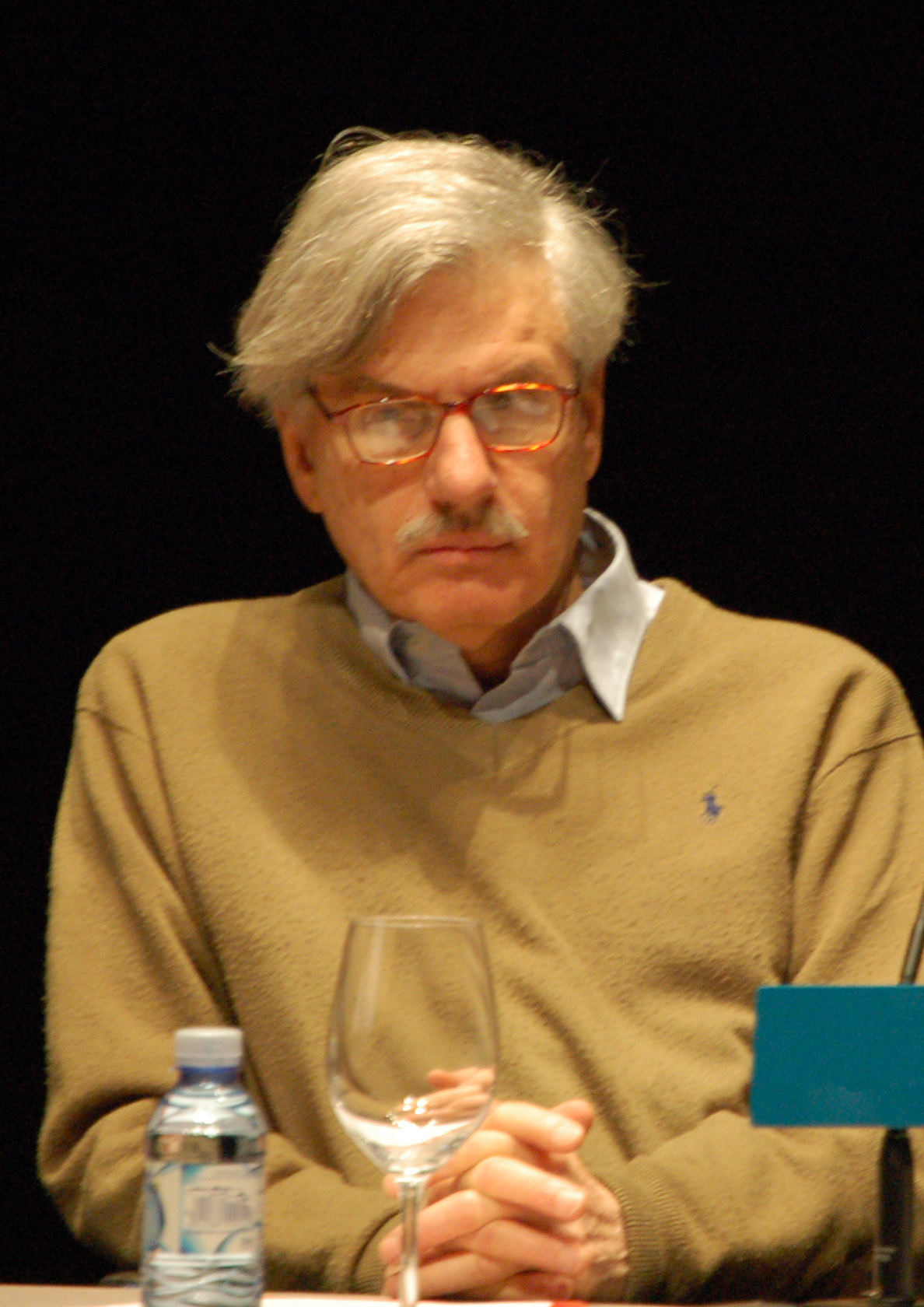
Michael Löwy (* 1938)

- 1938: Michael Löwy, marxistischer Soziologe und Philosoph
- 1939: Eddie C. Campbell, US-amerikanischer Bluesmusiker
- 1939: Isla Eckinger, Schweizer Jazzbassist
- 1939: Klaus Gerbig, deutscher Hürdenläufer
- 1939: Dennis Johnson, jamaikanischer Leichtathlet
- 1940: Lutz Stavenhagen, deutscher Kaufmann und Minister
- 1940: Vito Taccone, italienischer Radrennfahrer
- 1940: Mario Wallenda, US-amerikanischer Hochseilartist
- 1941: Gena Dimitrowa, bulgarische Opernsängerin
- 1941: Thomas Onken, Schweizer Politiker und Kunsthistoriker
- 1941: Ivica Osim, bosnischer Fußballspieler und -trainer
- 1942: Thierry Aubin, französischer Mathematiker
- 1942: Amadeus August, deutscher Schauspieler
- 1942: Carmen Collado López, kubanische Chorleiterin und Musikpädagogin
- 1942: Ariel Dorfman, argentinischer Schriftsteller
- 1943: Andreas Baader, deutscher Terrorist (RAF)
- 1943: Giovanni Mastel, italienischer Eishockeyspieler
- 1943: Wolfgang Reinhardt, deutscher Leichtathlet, Olympiamedaillengewinner
- 1943: Siegfried Schenke, deutscher Leichtathlet
- 1944: Carl I. Hagen, norwegischer Politiker
- 1945: Victoria Bond, US-amerikanische Dirigentin, Komponistin
- 1945: Paul Fischli, Schweizer Fußballspieler
- 1945: Jimmie Dale Gilmore, US-amerikanischer Country-Sänger
- 1945: Felix von Manteuffel, deutscher Schauspieler baltischen Ursprungs
- 1945: Bob Seger, US-amerikanischer Musiker
- 1945: Walther Christoph Zimmerli, Schweizer Hochschulprofessor

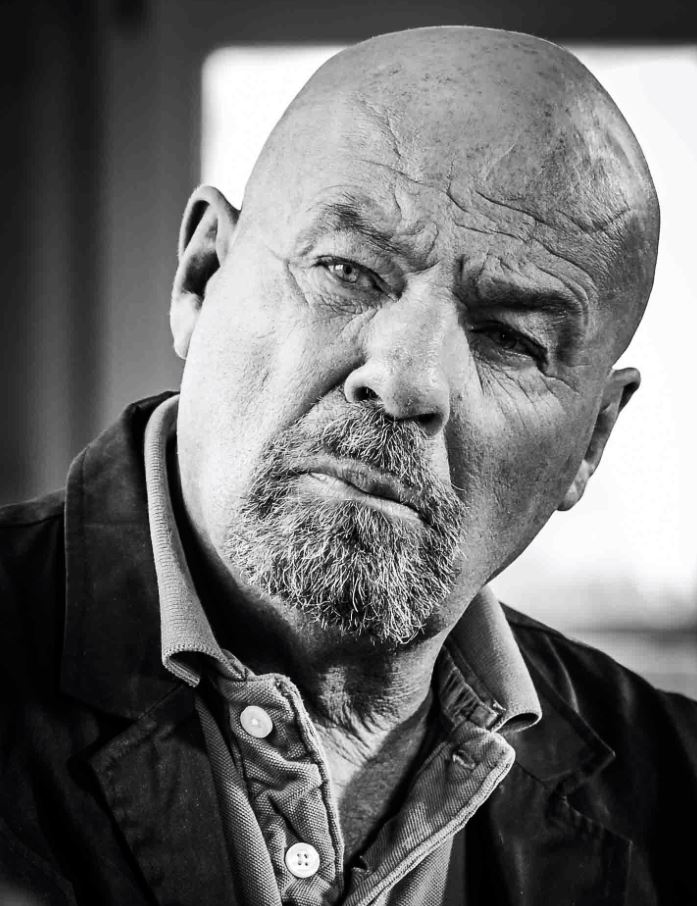
Heinz Eggert (* 1946)

- 1946: Heinz Eggert, deutscher Politiker, MdL
- 1946: Günter Eichberg, deutscher Unternehmensberater und Fußballfunktionär
- 1946: Carolyn Garcia, US-amerikanische Schriftstellerin
- 1947: Alan Dale, neuseeländischer Schauspieler
- 1947: Christian Kauter, Schweizer Fechter
- 1947: Gunilla Lindberg, schwedische Sportfunktionärin
- 1947: Martha Nussbaum, US-amerikanische Philosophin
- 1948: Jochen Arlt, deutscher Schriftsteller
- 1948: Caspar Einem, österreichischer Politiker
- 1948: Ulrich Ebert, deutscher Fußballspieler
- 1948: Servilio de Oliveira, brasilianischer Boxer
- 1949: Pierre Manent, französischer Philosoph
- 1949: Peter Sellin, deutscher Politiker, MdB
- 1950: Jeffery Deaver, US-amerikanischer Schriftsteller
- 1950: Stelian Moculescu, rumänischer Trainer der deutschen Herren-Volleyball-Nationalmannschaft
- 1950: Rainer Potschak, deutscher Fußballspieler

#### 1951–1975
- 1951: Hellena Büttner, deutsche Schauspielerin
- 1951: Samuel K. Doe, liberianischer Präsident

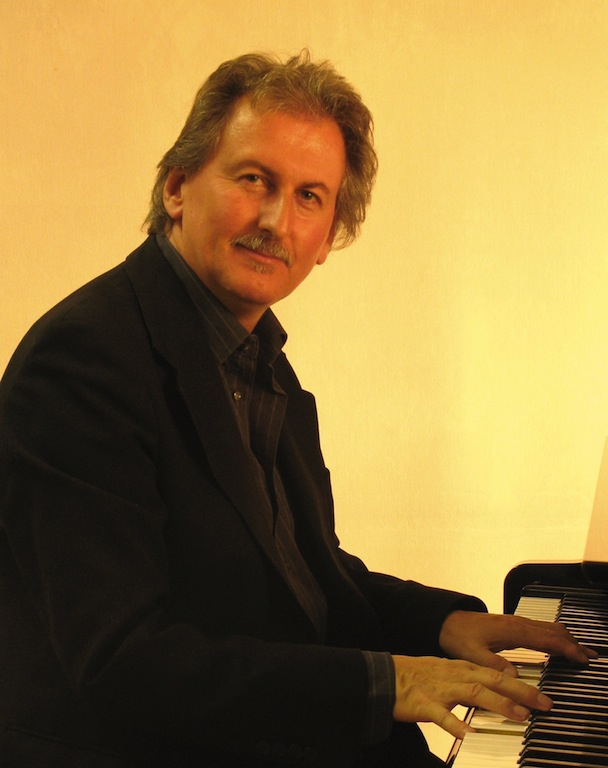
Gerhard Gruber (* 1951)

- 1951: Gerhard Gruber, österreichischer Stummfilmbegleiter am Klavier
- 1951: Ilja Seifert, deutscher Politiker, MdB
- 1952: Claudius Armbruster, deutscher Romanist
- 1952: Klaus Buciek, deutscher Jurist
- 1952: Christian Clavier, französischer Schauspieler
- 1952: Andrea Čunderlíková, tschechische Schauspielerin
- 1952: Gregg Henry, US-amerikanischer Schauspieler und Sänger
- 1952: Alexander Radszun, deutscher Schauspieler
- 1952: Herbert Rusche, deutscher Politiker und Schwulenaktivist
- 1953: Ivan Fedele, italienischer Komponist
- 1953: Mike Reinfeldt, US-amerikanischer American-Football-Spieler und -Funktionär
- 1953: Konrad Schellbach, deutscher Politiker
- 1953: Adi Sprinkart, deutscher Politiker
- 1953: Alexander Strobele, österreichischer Schauspieler
- 1953: Graeme Souness, schottischer Fußballspieler und -trainer
- 1953: Paul Rübig, österreichischer Politiker, MdEP
- 1953: Tomasz Tomaszewski, polnischer Fotograf

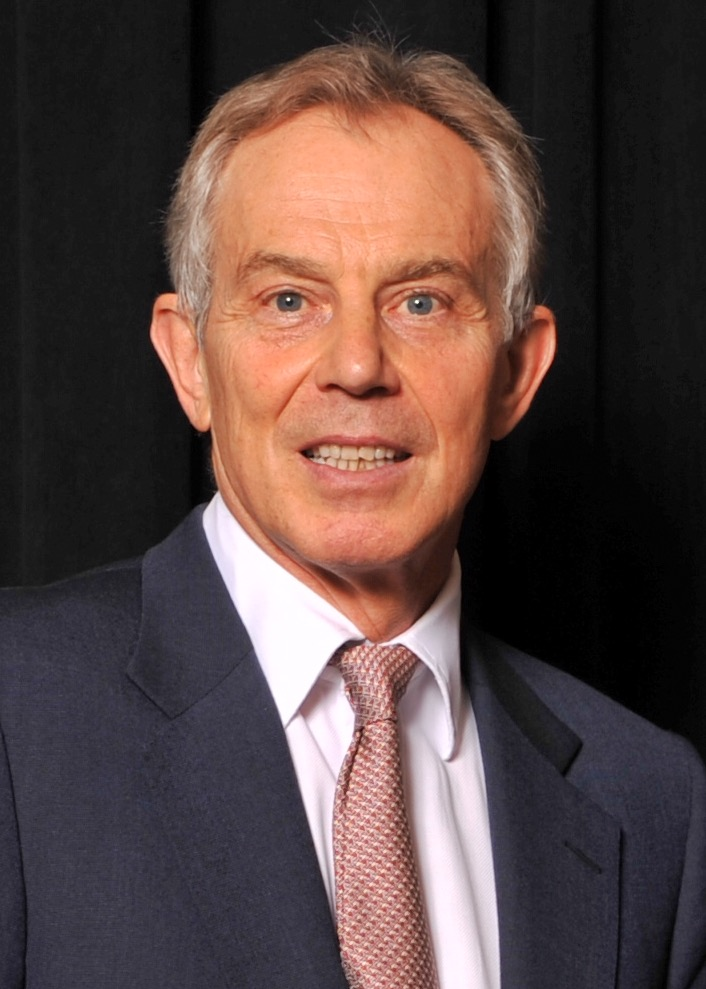
Tony Blair (* 1953)

- 1953: Tony Blair, britischer Politiker und Premierminister
- 1954: Marcel Konrad, Schweizer Schriftsteller
- 1955: Hans-Hermann Dubben, Physiker
- 1955: Antoni Gralak, polnischer Rock- und Jazztrompeter, Komponist und Musikproduzent
- 1955: Ann Grant, simbabwische Hockeyspielerin
- 1955: John Hutton, britischer Politiker
- 1955: Ewald Pfleger, österreichischer Rockmusiker und Musikproduzent
- 1956: Barbara Krug, deutsche Leichtathletin, Olympiamedaillengewinnerin
- 1956: Roland Wieser, deutscher Leichtathlet, Olympiamedaillengewinner
- 1957: Gabriele Fograscher, deutsche Politikerin, MdB
- 1957: George Tintor, kanadischer Ruderer
- 1958: Tommy Byrne, irischer Autorennfahrer
- 1958ː Petra Tschörtner, deutsche Dokumentarfilm-Regisseurin
- 1959: Didier Conrad, französischer Comiczeichner (Asterix)
- 1959: Georg Willi, österreichischer Politiker
- 1959: Oskar Prinz von Preußen, 37. Herrenmeister des Johanniterordens, Kaiserurenkel
- 1960: Ljudmila Andonowa, bulgarische Hochspringerin
- 1960: Anne Parillaud, französische Filmschauspielerin
- 1960: John Flansburgh, US-amerikanischer Musiker
- 1960: Thomas Steg, deutscher Journalist, stellvertretender Regierungssprecher
- 1960: Elisabeth Engstler, österreichische Fernsehmoderatorin und Sängerin
- 1960: Kamran İnce, türkisch-amerikanischer Komponist und Musikpädagoge

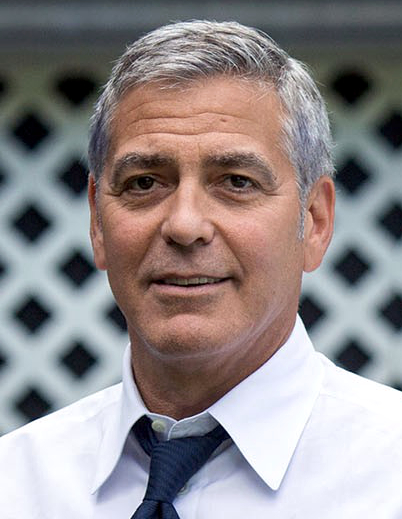
George Clooney (* 1961)

- 1961: George Clooney, US-amerikanischer Schauspieler, Drehbuchautor, Produzent und Regisseur
- 1961: Patty Ryan, deutsche Sängerin
- 1962: Tarek Assam, deutsch-ägyptischer Tänzer und Choreograf
- 1962: Andreas Köckeritz, deutscher Handballspieler und -trainer
- 1962: Mario Kummer, deutscher Radsportler
- 1962: Norbert Heisterkamp, deutscher Schauspieler
- 1963: Alessandra Ferri, italienische Balletttänzerin
- 1964: Andrea Chiesa, Schweizer Autorennfahrer
- 1964: Sven Eggert, deutscher Volleyballspieler
- 1964: Roberto Franco, italienischer Freestyle-Skier
- 1964: Dana Hill, US-amerikanische Schauspielerin und Synchronsprecherin
- 1964: Jens Hirschberg, deutscher Weitspringer
- 1964: Jörg Horn, deutscher Fußballspieler
- 1964: Lucien Jean-Baptiste, französischer Schauspieler, Synchronsprecher und Regisseur
- 1964: Brian Knobbs, US-amerikanischer Wrestler
- 1964: Paul Liang Jiansen, chinesischer Geistlicher
- 1964: Sabine Ludwigs, deutsche Autorin
- 1964: Richard Lutz, deutscher Betriebswirt und Manager
- 1964: Boban Marković, serbischer Trompeter und Flügelhornist
- 1964: Lars Mikkelsen, dänischer Schauspieler
- 1964: Franziska Pigulla, deutsche Schauspielerin, Nachrichten- und Synchronsprecherin
- 1964: Celeste Saulo, argentinische Meteorologin und Hochschullehrerin
- 1964: Frédérique Vidal, französische Politikerin (parteilos) und amtierende Ministerin
- 1965: Leslie Hope, kanadische Schauspielerin
- 1965: Marijan Mrmić, kroatischer Fußballspieler
- 1965: Greg Poss, US-amerikanischer Eishockeytrainer
- 1965: Jan Tore Sanner, norwegischer Politiker

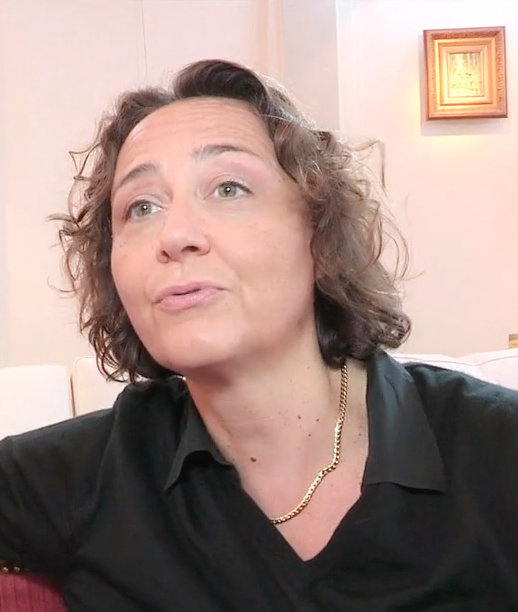
Nathalie Stutzmann (* 1965)

- 1965: Nathalie Stutzmann, französische Altistin und Dirigentin
- 1967: Thomas Abratis, deutscher Nordischer Kombinierer
- 1967: Risto Laakkonen, finnischer Skispringer
- 1967: Robert Allan Floyd, US-amerikanischer Schauspieler
- 1967: Till Demtrøder, deutscher Schauspieler
- 1967: Christophe Pillon, Schweizer Autorennfahrer
- 1968: Torbjörn Arvidsson, schwedischer Fußballspieler
- 1968: Nicole Marischka, deutsche Schauspielerin
- 1970: Holger Höhne, deutscher Curlingspieler
- 1970: Thomas Wiegand, deutscher Ingenieur
- 1971: Till Brönner, deutscher Komponist und Musiker
- 1971: Geneva Carr, US-amerikanische Film- und Theaterschauspielerin
- 1971: Chris Shiflett, US-amerikanischer Gitarrist
- 1972: Sébastien Amiez, französischer Skirennläufer
- 1972: Martin Brodeur, kanadischer Eishockeyspieler
- 1972: Peter Friedrich, deutscher Politiker
- 1972: Péter Sárik, ungarischer Jazzpianist und Komponist
- 1972: Naoko Takahashi, japanische Leichtathletin, Olympiasiegerin
- 1973: Patrick Döring, deutscher Politiker, MdB
- 1974: Jens-Uwe Maiwald, deutscher Schach-Großmeister

#### 1976–2000
- 1977: Jon Conway, US-amerikanischer Fußballspieler
- 1977: René Münnich, deutscher Autorennfahrer, Rennstallbesitzer und Unternehmer
- 1977: Daniela Rath, deutsche Hochspringerin
- 1977: André Sá, brasilianischer Tennisspieler
- 1978: Riitta-Liisa Roponen, finnische Skilangläuferin
- 1979: Gerd Kanter, estnischer Leichtathlet
- 1980: Dimitrios Diamantidis, griechischer Basketballspieler

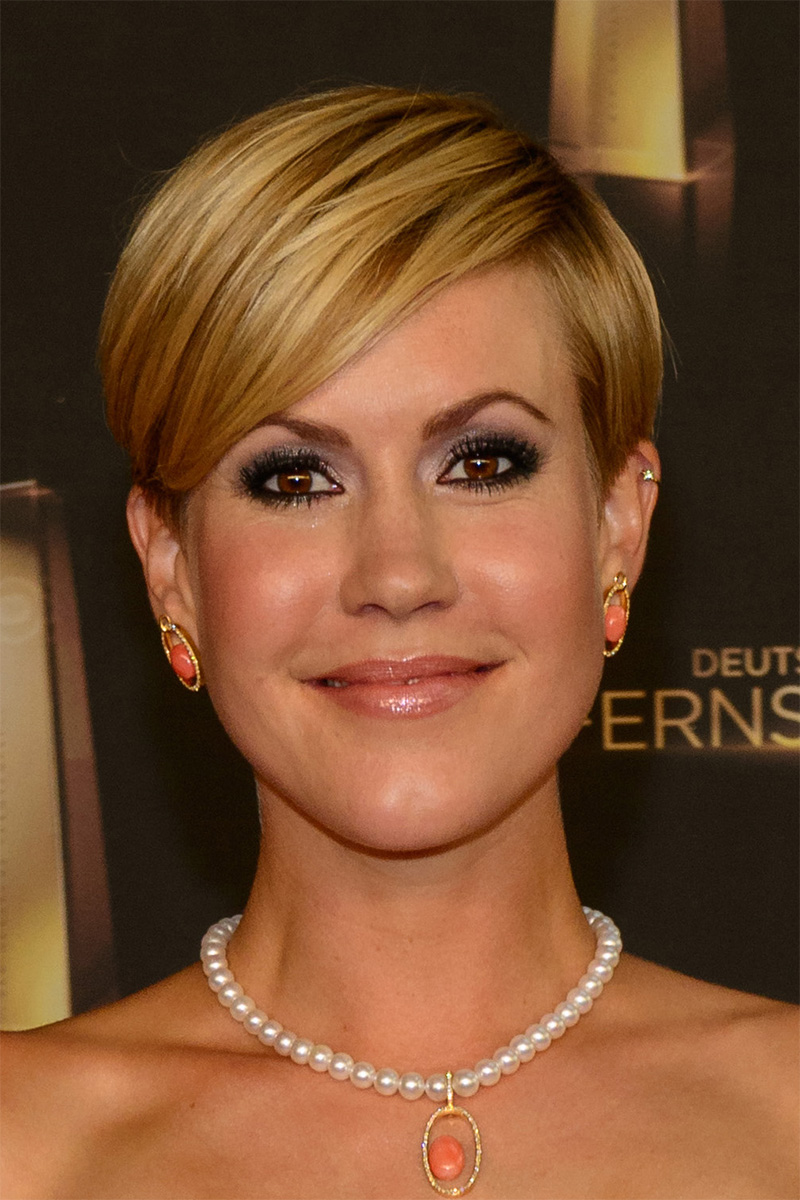
Wolke Hegenbarth (* 1980)

- 1980: Wolke Hegenbarth, deutsche Schauspielerin
- 1980: Torsten Knabel, österreichischer Fußballspieler
- 1980: Ricardo Oliveira, brasilianischer Fußballspieler
- 1981: Guglielmo Stendardo, italienischer Fußballspieler
- 1982: Anne Düe, deutsche Schauspielerin und Synchronsprecherin
- 1982: Marcel Ndjeng, deutscher Fußballspieler
- 1982: Jason Witten, US-amerikanischer American-Football-Spieler
- 1983: Dani Alves, brasilianischer Fußballspieler
- 1983: Ida Bjørndalen, norwegische Handballspielerin
- 1983: Thaye Dorje, 17. Karmapa
- 1983: Lisa Lavie, kanadische Sängerin
- 1983: Adrianne Palicki, US-amerikanische Schauspielerin
- 1983: Gabourey Sidibe, US-amerikanische Schauspielerin
- 1983: Alexander Thamm, deutscher Fußballspieler
- 1984: Chiara Costazza, italienische Skirennläuferin
- 1985: Sören Brandy, deutscher Fußballspieler

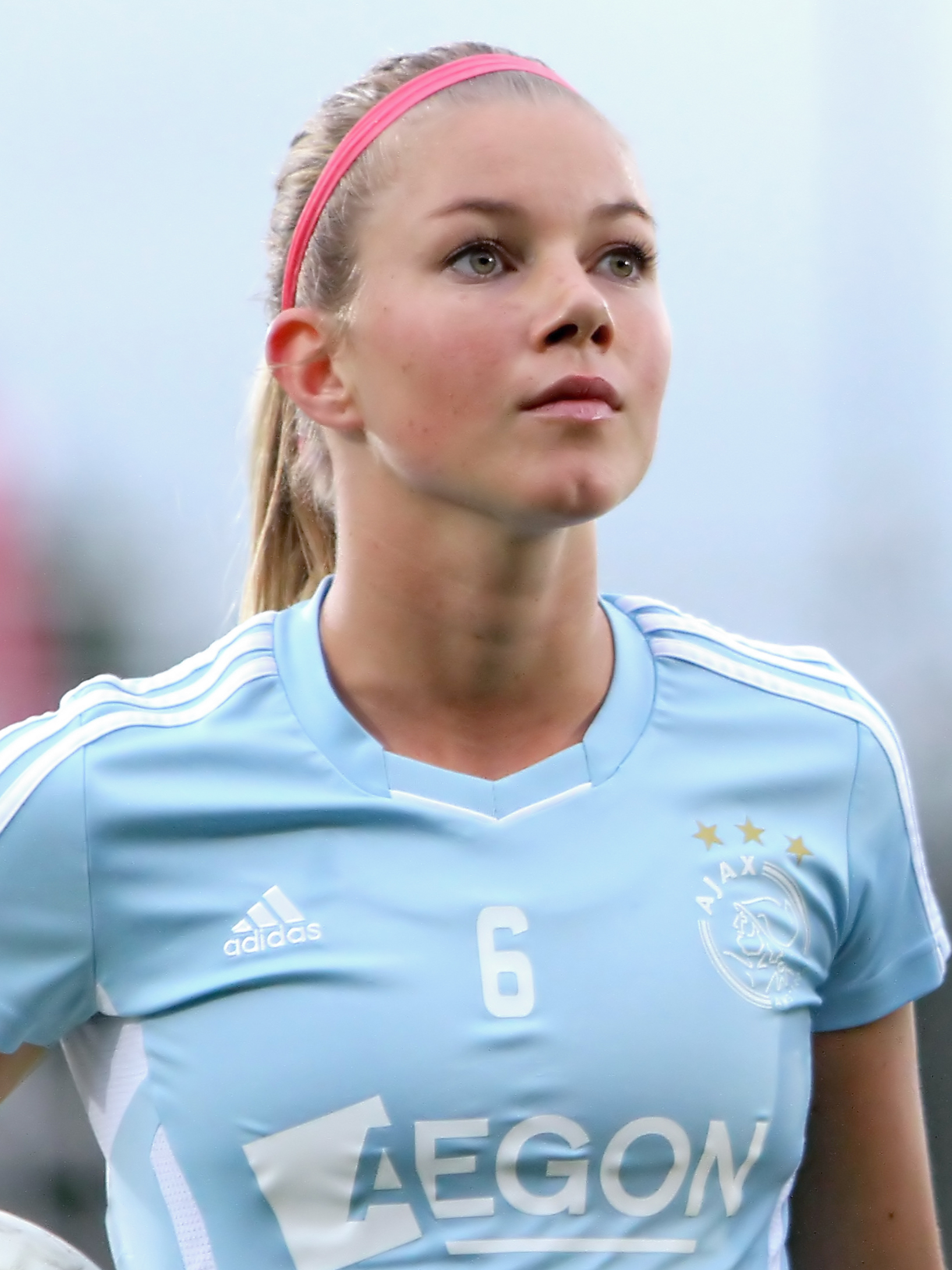
Anouk Hoogendijk (* 1985)

- 1985: Anouk Hoogendijk, niederländische Fußballspielerin
- 1985: Chris Paul, US-amerikanischer Basketballspieler
- 1985: Theresa Underberg, deutsche Schauspielerin und Hörspielsprecherin
- 1985: Lisa Oertel, deutsche Schauspielerin
- 1985: Alina Süggeler, deutsche Sängerin (Frida Gold)
- 1986: Emily Marcia Armstrong, US-amerikanische Sängerin (Dead Sara/Linkin Park)
- 1987: Moon Geun-young, südkoreanische Schauspielerin
- 1987: Andreas Hindelang, deutscher Fußballspieler
- 1987: Dries Mertens, belgischer Fußballspieler
- 1987: Meek Mill, US-amerikanischer Rapper
- 1988: Ryan Anderson, US-amerikanischer Basketballspieler
- 1988: Alexis Ajinça, französischer Basketballspieler
- 1989: David de la Cruz, spanischer Radrennfahrer
- 1990: Christian Gytkjær, dänischer Fußballspieler
- 1991: Léa Rubio, französische Fußballspielerin
- 1992: Marie-Luise Herrmann, deutsche Fußballspielerin

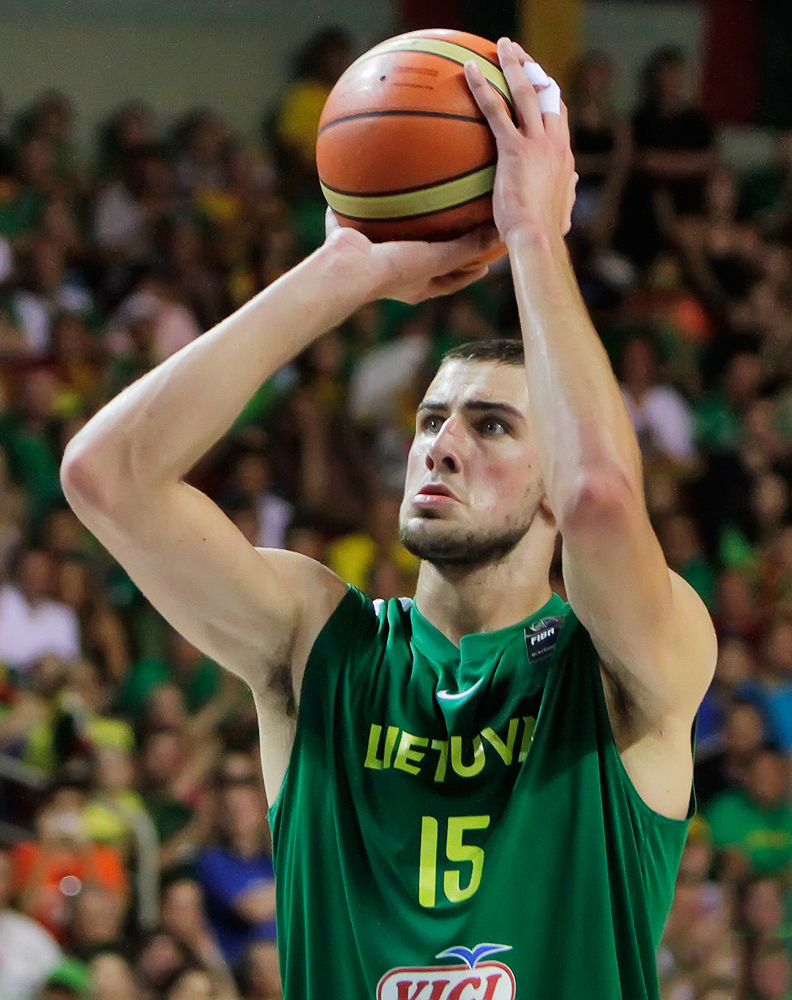
Jonas Valančiūnas (* 1992)

- 1992: Jonas Valančiūnas, litauischer Basketballspieler
- 1993: Artun Akçakın, türkischer Fußballspieler
- 1993: Felix Franz, deutscher Leichtathlet
- 1993: Naomi Scott, britische Schauspielerin und Sängerin
- 1993: Taylor Washington, US-amerikanische Leichtathletin
- 1994: Sam Dekker, US-amerikanischer Basketballspieler
- 1994: Kevin Friesenbichler, österreichischer Fußballspieler
- 1994: Mateo Kovačić, kroatischer Fußballspieler
- 1995: Marko Pjaca, kroatischer Fußballspieler
- 1996: Sebastian Augustinussen, dänischer Handballspieler
- 1996: Dominic Scott Kay, US-amerikanischer Schauspieler, Filmregisseur, Drehbuchautor und Sänger
- 1997: Elisa Mörzinger, österreichische Skirennläuferin
- 1998: Claud Adjapong, italienischer Fußballspieler
- 1999: Elena Kössler, österreichische Fußballspielerin
- 2000: Ilia Gruev, bulgarisch-deutscher Fußballspieler

### 21. Jahrhundert
- 2001: Joshua Sturm, österreichischer Skirennläufer
- 2002: Flavio Cobolli, italienischer Tennisspieler
- 2002: Cole Palmer, englischer Fußballspieler
- 2003: Denni Xhepa, albanischer Skirennläufer
- 2019: Archie Mountbatten-Windsor, Duke of Sussex

## Gestorben

### Vor dem 17. Jahrhundert
- 0698: Eadberht, Bischof von Lindisfarne
- 0988: Dietrich II., Graf von Friesland
- 1005: Gottschalk von Hagenau, Bischof von Freising
- 1052: Bonifatius von Canossa, italienischer Adliger
- 1124: Balak ibn Bahram, Emir im Dienste der Seldschuken
- 1132: Siegfried I., Graf von Arch und Gründer der Grafschaft Lebenau
- 1140: Geoffrey Rufus, Lordkanzler von England
- 1142: Marquard, erster Abt des Stiftes Wilten

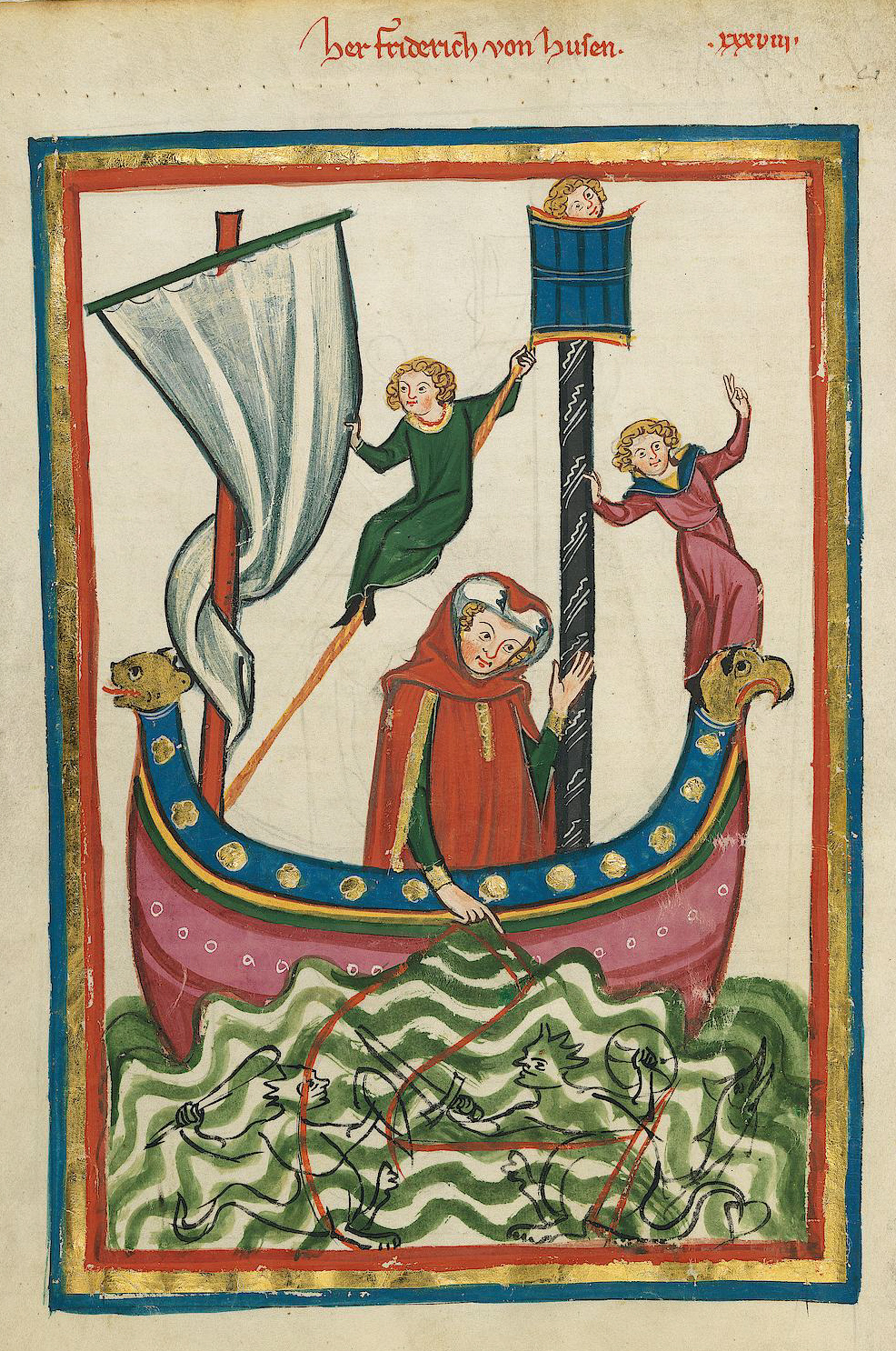
Friedrich von Hausen († 1190)

- 1190: Friedrich von Hausen, mittelhochdeutscher Dichter von Minne- und Kreuzzugsliedern
- 1210: Konrad II. von Landsberg, Markgraf der Lausitz und Herr von Rochlitz
- 1225: John of Fountains, englischer Prälat, Abt von Fountains Abbey und Bischof der Diözese Ely
- 1236: Roger von Wendover, englischer Mönch und Chronist
- 1309: Karl II. von Anjou, König von Neapel
- 1322: John Giffard, 2. Baron Giffard, englischer Adeliger und Rebell
- 1326: Bernhard II., Herzog von Schweidnitz-Jauer
- 1328: Robert Fitzwalter, 2. Baron Fitzwalter, englischer Adeliger
- 1349: Heinrich II., Abt des Zisterzienserklosters Ebrach
- 1431: Boleslaus I., Herzog von Teschen
- 1434: Friedrich von Laubenberg, Fürstabt von Kempten
- 1437: Bolko IV., Herzog von Oppeln
- 1446: Georges de La Trémoille, Graf von Guînes
- 1452: Bicci di Lorenzo, Florentiner Maler
- 1459: Dietrich Schenk von Erbach, Erzbischof von Mainz
- 1475: Dierick Bouts, niederländischer Maler
- 1483: Jeonghui, Königin der Joseon-Dynastie in Korea
- 1527: Charles III. de Bourbon-Montpensier, französischer Heerführer, Herzog von Bourbon-Montpensier
- 1540: Juan Luis Vives, spanischer Humanist, Philosoph und Historiker
- 1558: Mechthild von Hessen, Gräfin von Tecklenburg-Schwerin
- 1568: Bernardo Salviati, Kardinal der katholischen Kirche
- 1570: Agnes von Limburg-Styrum, Äbtissin im Stift Freckenhorst
- 1577: Johann Placotomus, deutscher Mediziner und Pädagoge

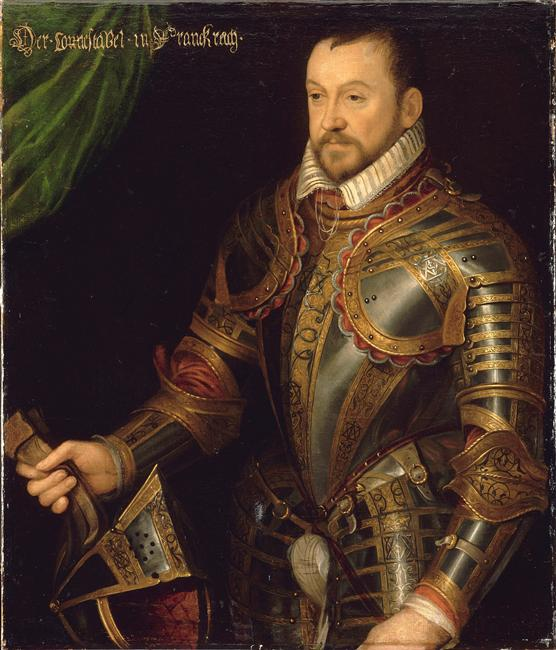
François de Montmorency († 1579)

- 1579: François de Montmorency, Herzog von Montmorency, Gouverneur von Paris und Marschall von Frankreich
- 1588: Johann Aicholz, österreichischer Mediziner und Botaniker

### 17. und 18. Jahrhundert
- 1623: Wolfgang Werther Mühlpfordt, deutscher Rechtswissenschaftler
- 1625: Pietro Antonio Novelli, sizilianischer Maler
- 1638: Cornelius Jansen, niederländischer Theologe
- 1642: Frans II Francken, flämischer Zeichner und Maler
- 1659: Anna Eleonore von Hessen-Darmstadt, Herzogin und Regentin von Braunschweig-Lüneburg
- 1673: Werner Rolfinck, deutscher Arzt, Naturforscher und Botaniker
- 1675: August Philipp, Herzog von Oldenburg und Schleswig-Holstein-Sonderburg-Beck
- 1675: Michael Bergmann, deutscher Autor von Nachschlagewerken
- 1690: Philipp Matthäus, niederländischer Mediziner
- 1701: Johann Georg Prunner, österreichischer Steinmetzmeister und Bildhauer
- 1708: François de Montmorency-Laval, erster katholischer Bischof in Kanada
- 1709: John Lovelace, 4. Baron Lovelace, englischer Gouverneur in den Provinzen New York und New Jersey
- 1709: Alvise Mocenigo II., 110. Doge von Venedig
- 1718: Johann Paul Hebenstreit, deutscher Moralphilosoph und lutherischer Theologe
- 1724: Georg Christian Adler, deutscher Prediger, Autor und Altertumsforscher
- 1727: Johann Jakob Vogel, deutscher Stuckateur
- 1737: Barbara FitzRoy, uneheliche Tochter des englischen Königs Karl II.
- 1738: Antoine-Gaston de Roquelaure, Herzog von Roquelaure und Pair von Frankreich

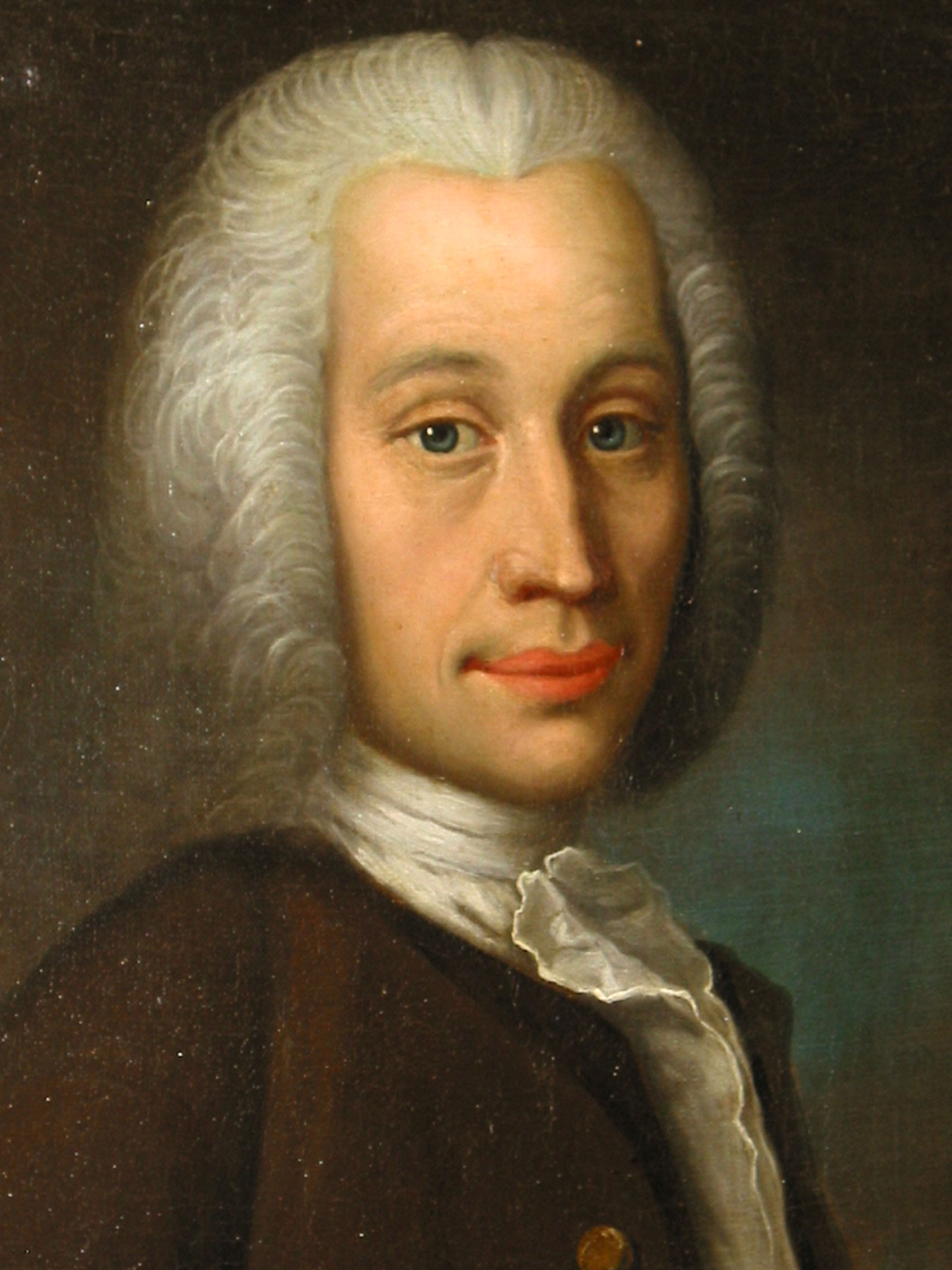
Anders Celsius († 1744)

- 1744: Anders Celsius, schwedischer Astronom, Mathematiker und Physiker
- 1745: Marie-Nicole Horthemels, französische Kupferstecherin und Radiererin
- 1747: Jacob-Sigisbert Adam, französischer Bildhauer
- 1752: Sophia von Sachsen-Weißenfels, Markgräfin von Brandenburg-Bayreuth sowie Reichsgräfin von Hoditz und Wolframitz
- 1757: Georg Friedrich von Amstel, preußischer Generalmajor und Kommandant
- 1757: Friedrich Wilhelm III., Herzog von Schleswig-Holstein-Sonderburg-Beck
- 1757: Kurt Christoph Graf von Schwerin, preußischer Generalfeldmarschall
- 1761: Donato Felice d’Allio, österreichischer Architekt
- 1766: Johann Michael Fischer, deutscher Baumeister
- 1766: Nikolaus Barward Mentze, Lübecker Kaufmann und Ratsherr
- 1767: José Antonio Manso de Velasco, spanischer Kolonialverwalter, Gouverneur von Chile und Vizekönig von Peru
- 1768: Conrad Nahmmacher, deutscher evangelischer Theologe und Pädagoge
- 1773: Johann Tilemann, deutscher Hochschullehrer
- 1778: Jean Baptiste Christophe Fusée Aublet, französischer Botaniker und Apotheker
- 1782: Johann Michael Strickner, österreichischer Steinmetzmeister und Bildhauer
- 1782: Wilhelm Bernhard Trommsdorff, deutscher Mediziner, Chemiker und Botaniker
- 1786: Heinrich Christoph Nebel, deutscher Literaturwissenschaftler, Rhetoriker und lutherischer Theologe
- 1787: Heinrich Carl Brandt, österreichischer Maler
- 1793: Jean-Michel Huon de Kermadec, französischer Seefahrer und Entdecker
- 1796: Adolph Knigge, deutscher Schriftsteller
- 1798: Anselm Feldhorn, österreichischer Benediktiner-Abt

### 19. Jahrhundert
- 1801: Franz Troglauer, Räuberhauptmann und Wilderer in Nordbayern
- 1814: Georg Joseph Vogler, deutscher Komponist, Organist, Priester, Musikpädagoge und Musiktheoretiker
- 1815: Bernhard Stöger, deutscher katholischer Theologe, Philosoph und Pädagoge
- 1815: Georg Friedrich Fickert, deutscher Kirchenlieddichter und Pfarrer
- 1823: August Wilhelm Zachariä, deutscher Lehrer und Flugpionier
- 1824ː Rosa Morandi, italienische Sopranistin und Opernsängerin
- 1825ː Anne Barnard, schottische Schriftstellerin und Künstlerin
- 1826ː Rosalie Levasseur, französische Opernsängerin
- 1828: James Armstrong, US-amerikanischer Politiker
- 1837: Jacob Christoph Rudolph Eckermann, deutscher evangelischer Theologe und Hochschullehrer
- 1837: Karl August von Schütz, deutscher Beamter
- 1840: Francisco de Paula Santander, Vizepräsident von Großkolumbien und Präsident von Neugranada
- 1840: Bernhard Wilhelm Toel, deutscher Geistlicher
- 1844: Ernst Theodor Echtermeyer, deutscher Schriftsteller, Literaturhistoriker, Ästhetiker und Philosoph
- 1855: Alexander von Soiron, Politiker und Abgeordneter in der Frankfurter Nationalversammlung

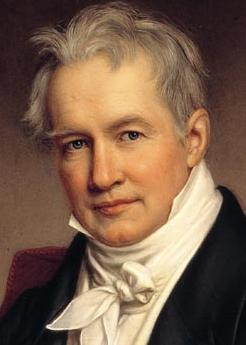
Alexander von Humboldt († 1859)

- 1859: Alexander von Humboldt, deutscher Naturforscher und Entdecker
- 1862: Henry David Thoreau, US-amerikanischer Schriftsteller und Philosoph
- 1863: James Tannock, schottischer Porträtmaler
- 1864: Ludolf Christian Treviranus, deutscher Botaniker
- 1867: Johann Kaspar Aiblinger, deutscher Komponist und Kapellmeister
- 1873: José Antonio Páez, Präsident von Venezuela
- 1873: Albert Schiffner, deutscher Geograf und Lexikograf
- 1877: Johan Ludvig Runeberg, finnischer Schriftsteller
- 1878: François Benoist, französischer Komponist
- 1879: Georg Heinrich Crola, deutscher Maler
- 1880: Friedrich Bayer, Gründer der Farbenfabrik Friedrich Bayer, der heutigen Bayer AG
- 1884: Judah Philip Benjamin, US-amerikanischer Politiker
- 1887: Jakob Brennwald, Schweizer Unternehmer und Politiker
- 1888: Vinzenz Kreuzer, österreichischer Zeichner und Landschaftsmaler
- 1892: Ernest Guiraud, französischer Komponist
- 1894: Amalie von Sachsen-Coburg und Gotha, Herzogin in Bayern
- 1894: Arnold Bürkli, Schweizer Bauingenieur
- 1894: Théophile Ferron, französischer General und Kriegsminister
- 1896: Johannes Eschmann, Schweizer Landwirt und Politiker
- 1899: Philipp Krementz, Erzbischof von Köln
- 1900: Anna Rosa Gattorno, italienische Wohltäterin, Nonne und Mystikerin

### 20. Jahrhundert

#### 1901–1950
- 1904: Franz von Lenbach, deutscher Maler
- 1908: Albrecht Dieterich, deutscher Altphilologe
- 1909: Fanny Cerrito, italienische Balletttänzerin und Choreographin
- 1910: Udo III. von Alvensleben, deutscher Rittergutsbesitzer, Autor und preußischer Hauptmann

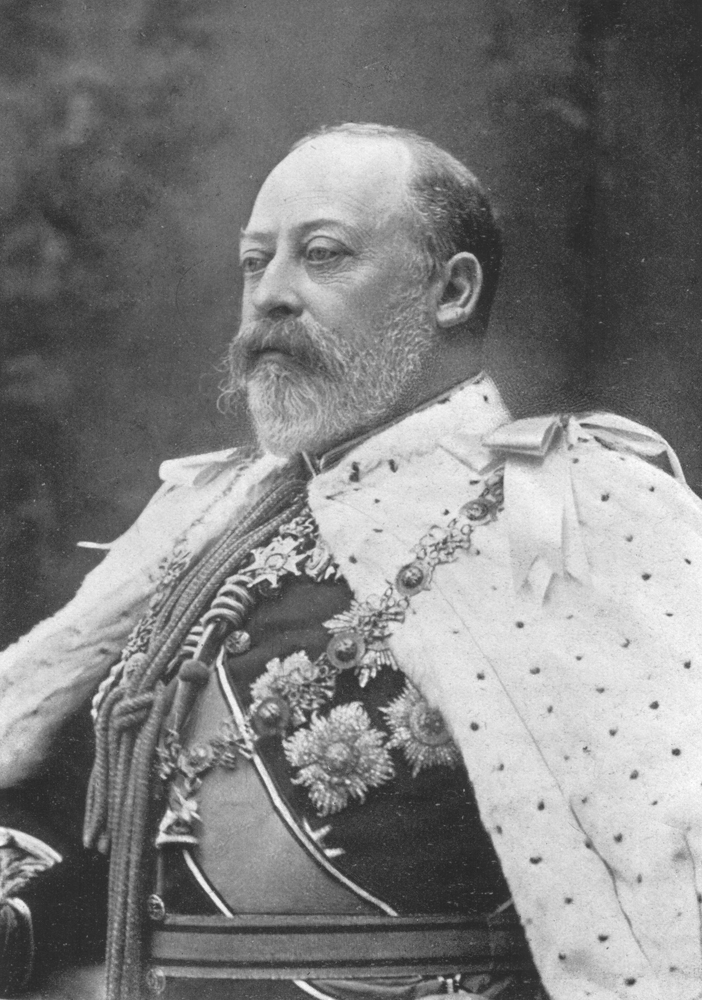
König Eduard VII. († 1910)

- 1910: Eduard VII., König von Großbritannien
- 1919: Lyman Frank Baum, US-amerikanischer Schriftsteller
- 1922: Diego Dublé Almeida, chilenischer General und Politiker
- 1924: Émile Wambach, belgischer Komponist und Musikpädagoge
- 1925: Bernhard Buttersack, deutscher Landschafts-/Freilichtmaler
- 1928: Myrtle Corbin, US-amerikanische Sideshow-Darstellerin
- 1928: Juliusz Wertheim, polnischer Pianist, Komponist, Dirigent und Hochschullehrer
- 1930: Alexander Pawlowitsch Kutepow, russischer General der zaristischen Armee im Bürgerkrieg
- 1930: Ludwig Winter, deutscher Architekt
- 1931: Hermann Anschütz-Kaempfe, deutscher Wissenschaftler und Erfinder des Kreiselkompass
- 1931: Fiddlin’ Sam Long, US-amerikanischer Old-Time-Musiker
- 1931: Horace Micheli, Schweizer Journalist und Politiker
- 1931: Hans von Schubert, deutscher evangelischer Theologe und Historiker
- 1932: Viktor Weber von Webenau, österreich-ungarischer General
- 1933: Ernst Kromayer, deutscher Dermatologe und Hochschullehrer
- 1935: Maurice Boutmy, französischer Autorennfahrer
- 1937: Ernst Rudolf Anders, deutscher Unternehmer
- 1937: Camillo Berneri, italienischer Autor und Anarchist

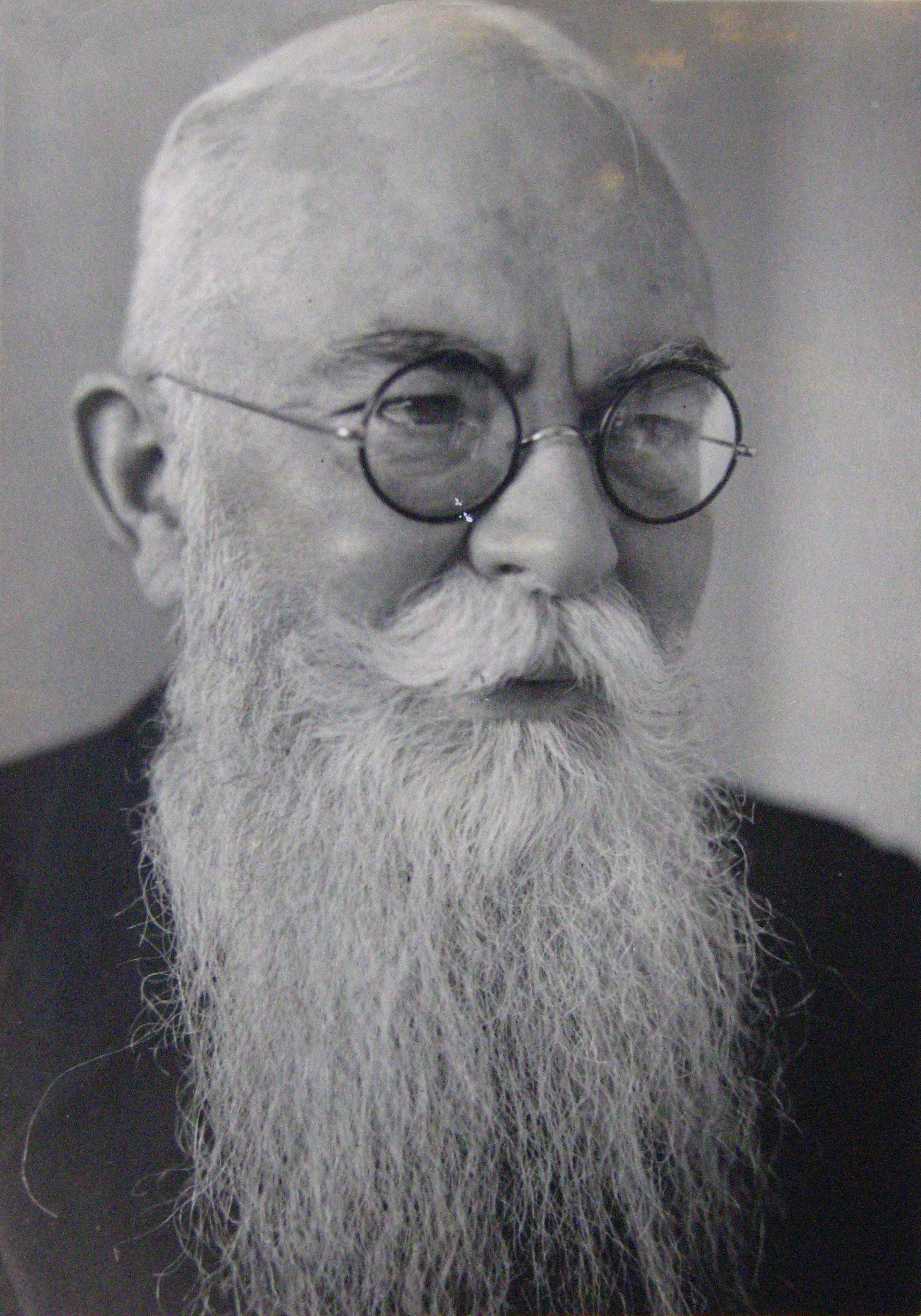
Johannes Aisch († 1939)

- 1939: Johannes Aisch, deutscher Bienenzüchter, Fachschriftsteller und Schriftleiter
- 1939: Paul Weitz, deutscher Journalist
- 1944: Paul Oskar Höcker, deutscher Redakteur und Schriftsteller
- 1945: Richard Aster, deutscher SA-Führer
- 1945: Gerhard Bock, deutscher Sportschütze
- 1946: Alcides Arguedas, bolivianischer Schriftsteller, Politiker und Historiker
- 1946: Erhard Kutschenreuter, deutscher Komponist
- 1949: Maurice Maeterlinck, belgischer Schriftsteller

#### 1951–2000
- 1951: Raffaele Alberti, italienischer Motorradrennfahrer
- 1951: Hans Andrias Djurhuus, färöischer Dichter
- 1951: Guido Leoni, italienischer Motorradrennfahrer

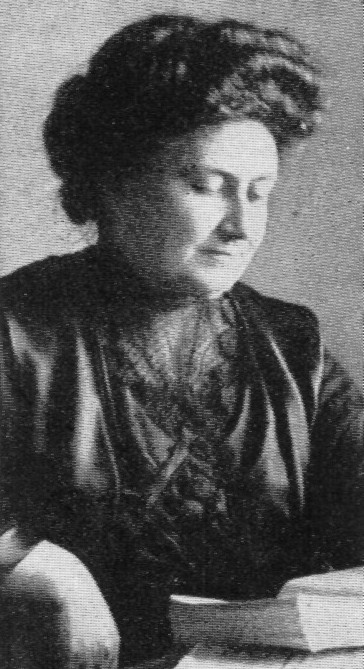
Maria Montessori († 1952)

- 1952: Maria Montessori, italienische Ärztin, Reformpädagogin, Philosophin und Philanthropin
- 1954: Cecilie zu Mecklenburg, Kronprinzessin
- 1954: Peter Lorson, katholischer Theologe, Jesuit, Schriftsteller
- 1956: Fergus Anderson, britischer Motorradrennfahrer
- 1956: Karl Schworm, deutscher Autor und Heimatdichter
- 1960: Paul Abraham, ungarischer Komponist
- 1963: Kubota Mantarō, japanischer Schriftsteller
- 1963: Leutfrid Signer, Schweizer römisch-katholischer Geistlicher und Pädagoge
- 1963: Ted Weems, US-amerikanischer Jazz-Posaunist, Violinist und Bandleader
- 1964: Irmgard Micaela Burchard-Simaika, Schweizer Kulturaktivistin, Galeristin, Malerin
- 1964: René Courtin, französischer Politiker
- 1964: Heinrich Ehmsen, deutscher Maler und Grafiker
- 1964: Paul I. von Griechenland, König von Griechenland
- 1964: Fritz Tejessy, deutsch-österreichischer, sozialdemokratischer Journalist, Ministerialbeamter und Verfassungsschützer
- 1965: Giulio Bevilacqua, italienischer Geistlicher
- 1965: Rudolf-Ernst Heiland, deutscher Politiker
- 1966: Rupert Angermair, deutscher Moraltheologe und Fachbuchautor
- 1968: Thomas Alder, deutscher Filmschauspieler
- 1969: Lajos Czeizler, ungarischer Fußballtrainer
- 1969: Don Drummond, jamaikanischer Musiker
- 1969: Jacques de la Presle, französischer Komponist und Musikpädagoge
- 1969: Petán Trujillo, venezolanischer General und Rundfunkdirektor
- 1971: Helene Weigel, deutsche Schauspielerin
- 1972: Deniz Gezmiş, türkischer Revolutionär
- 1973: Ernest MacMillan, kanadischer Komponist, Dirigent, Organist und Musikpädagoge

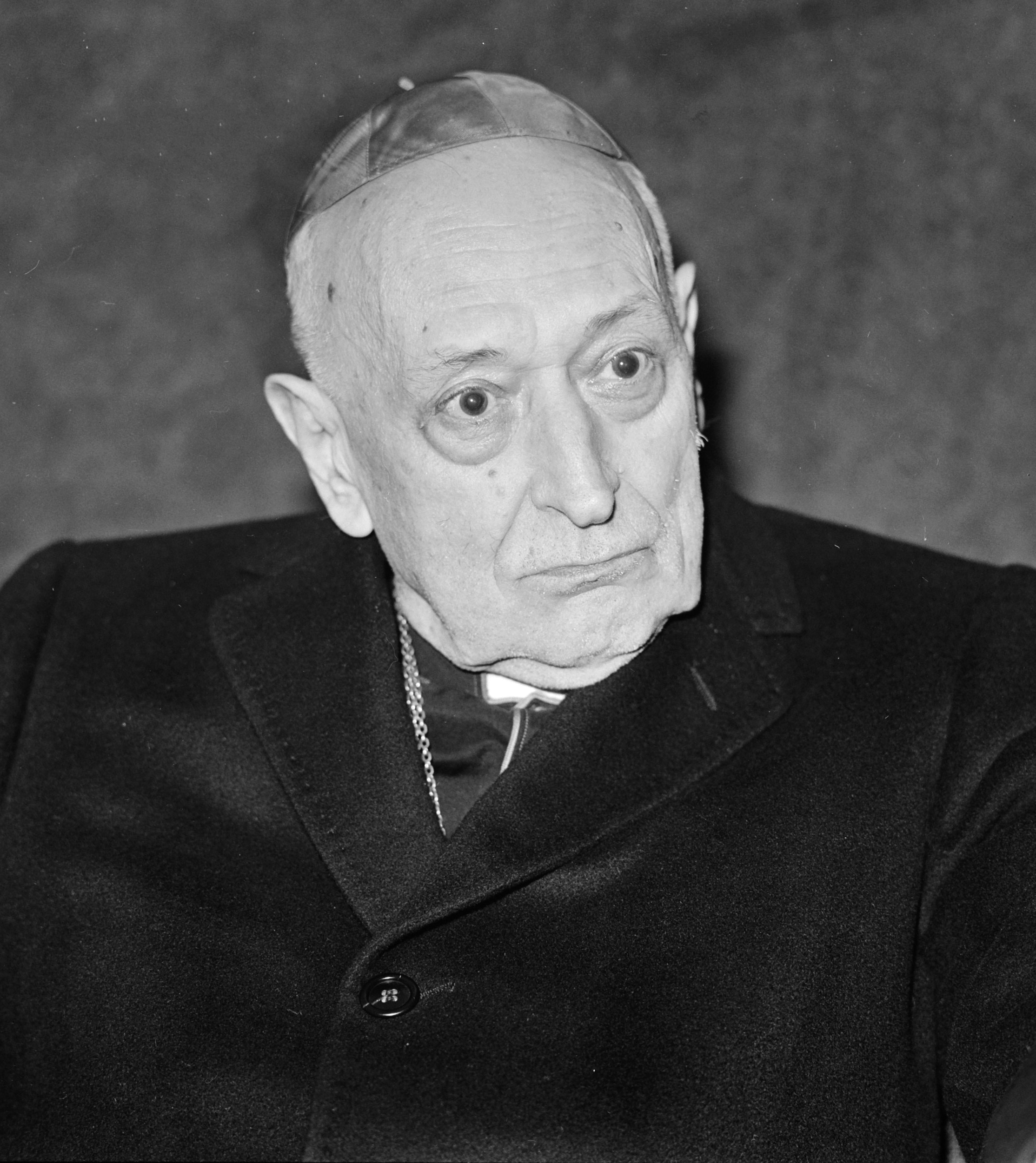
József Mindszenty († 1975)

- 1975: József Mindszenty, ungarischer Erzbischof von Esztergom-Budapest, Primas von Ungarn und Kardinal, Symbol des Widerstandes gegen den Kommunismus
- 1977: Mathilde Vaerting, deutsche Psychologin und Pädagogin, erste ordentliche Professorin an einer deutschen Universität
- 1978: Heinrich Luhmann, deutscher Pädagoge und Heimatdichter
- 1979: Milton Ager, US-amerikanischer Komponist
- 1979: Karl Wilhelm Reinmuth, deutscher Astronom
- 1980: Klas Anshelm, schwedischer Architekt und Künstler
- 1980: Adele Kern, deutsche Opern- und Operettensängerin
- 1980: María Luisa Bombal, chilenische Schriftstellerin
- 1981: Bahadır Alkım, türkischer Archäologe
- 1981: Zarli Carigiet, Schweizer Kabarettist und Schauspieler
- 1982: Kurt Mantel, deutscher Forstwissenschaftler
- 1983: Kai Winding, US-amerikanischer Jazzposaunist
- 1990: Lotte Jacobi, deutsche Fotografin
- 1990: Irmtraud Morgner, deutsche Autorin
- 1991: Wilfrid Hyde-White, britischer Schauspieler

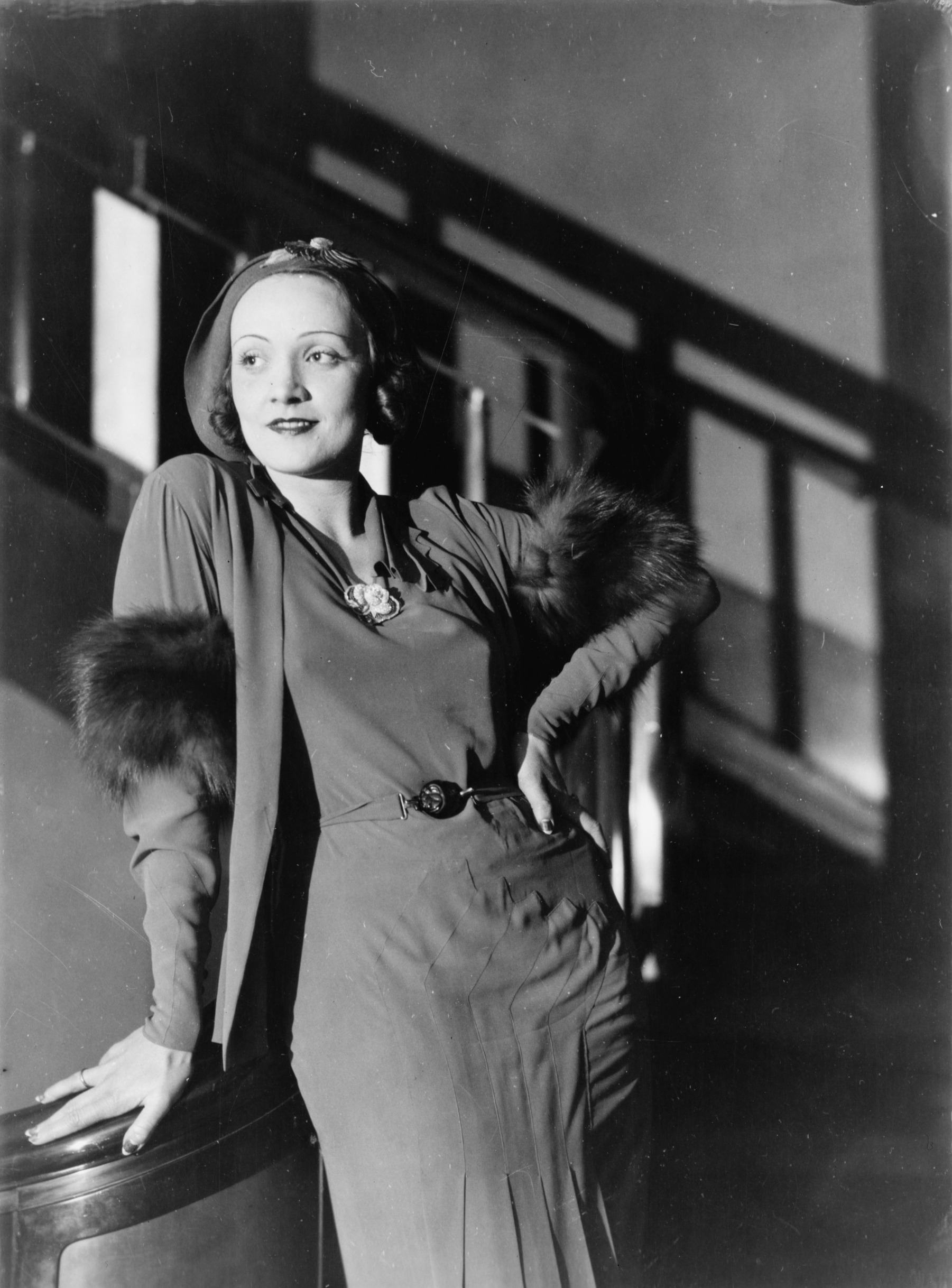
Marlene Dietrich († 1992)

- 1992: Marlene Dietrich, deutsch-US-amerikanische Schauspielerin und Sängerin
- 1993: Ann Todd, britische Schauspielerin
- 1996: Heini Kaufeld, deutscher Volksschauspieler
- 1998: Chatichai Choonhavan, Premierminister von Thailand
- 1998: Erich Mende, deutscher Jurist und Politiker, MdB und Bundesminister
- 1999: Higashiyama Kaii, japanischer Landschaftsmaler

### 21. Jahrhundert
- 2001: Alfred Hartmann, deutscher Motorrad- und Automobilrennfahrer, Motortuner sowie Unternehmer
- 2002: Murray Adaskin, kanadischer Komponist und Dirigent
- 2002: Samuel Dresden, niederländischer Romanist und Literaturwissenschaftler

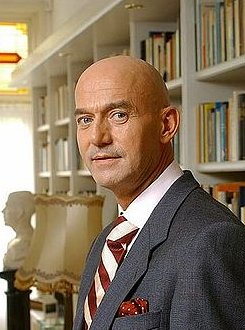
Pim Fortuyn († 2002)

- 2002: Pim Fortuyn, niederländischer Politiker und Publizist
- 2002: Mariana Sansón Argüello, nicaraguanische Lyrikerin und Malerin
- 2003: Oleksandr Bilasch, ukrainischer Komponist und Dichter
- 2004: Robert Gratzer, österreichischer Schriftsteller, Journalist, Dramaturg und Verleger
- 2004: Philip Kapleau, US-amerikanischer Zen-Mönch
- 2004: Barney Kessel, US-amerikanischer Jazz-Gitarrist
- 2005: Josef Ceremuga, tschechischer Komponist und Musikpädagoge
- 2005: Joe Grant, US-amerikanischer Comic-Autor
- 2005: Jost Gross, Schweizer Politiker und Nationalrat, SP
- 2005: Andreas Jaschinski, deutscher Musikwissenschaftler
- 2006: Lillian Asplund, drittletzte Überlebende der Titanic-Katastrophe
- 2006: Grant McLennan, australischer Sänger und Songwriter
- 2006: Hans Wyprächtiger, Schweizer Schauspieler
- 2007: Carey Bell, US-amerikanischer Blues-Musiker
- 2007: Ikegami Kaneo, japanischer Schriftsteller und Drehbuchautor
- 2007: Josef Michaeler, Südtiroler Theologe und Kirchenhistoriker
- 2008: Kuno Bärenbold, deutscher Schriftsteller
- 2009: Walentin Iwanowitsch Warennikow, sowjetisch-russischer Militär und Politiker
- 2011: Gunter Sachs, deutsch-schweizerischer Industriellenerbe, Fotograf, Dokumentarfilmer, Kunstsammler und Astrologieforscher
- 2011: Willy Schäfer, deutscher Schauspieler
- 2012: Volker Canaris, deutscher Dramaturg, Theaterkritiker und -intendant
- 2012: Jean Laplanche, französischer Psychoanalytiker und Autor

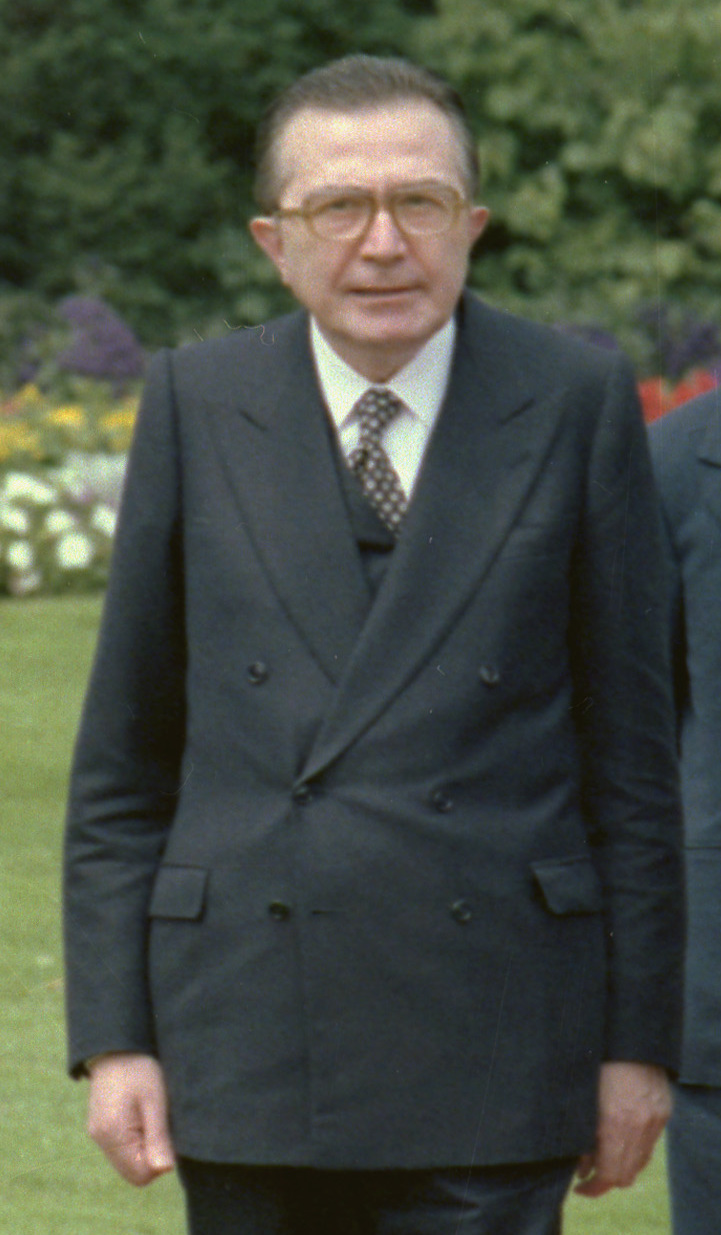
Giulio Andreotti († 2013)

- 2013: Giulio Andreotti, italienischer Politiker, Schriftsteller und Journalist, mehrfacher Minister und Ministerpräsident
- 2013: Severo Aparicio Quispe, peruanischer Theologe, Kirchenhistoriker und Weihbischof
- 2014: Cornelius Gurlitt, deutscher Kunstsammler

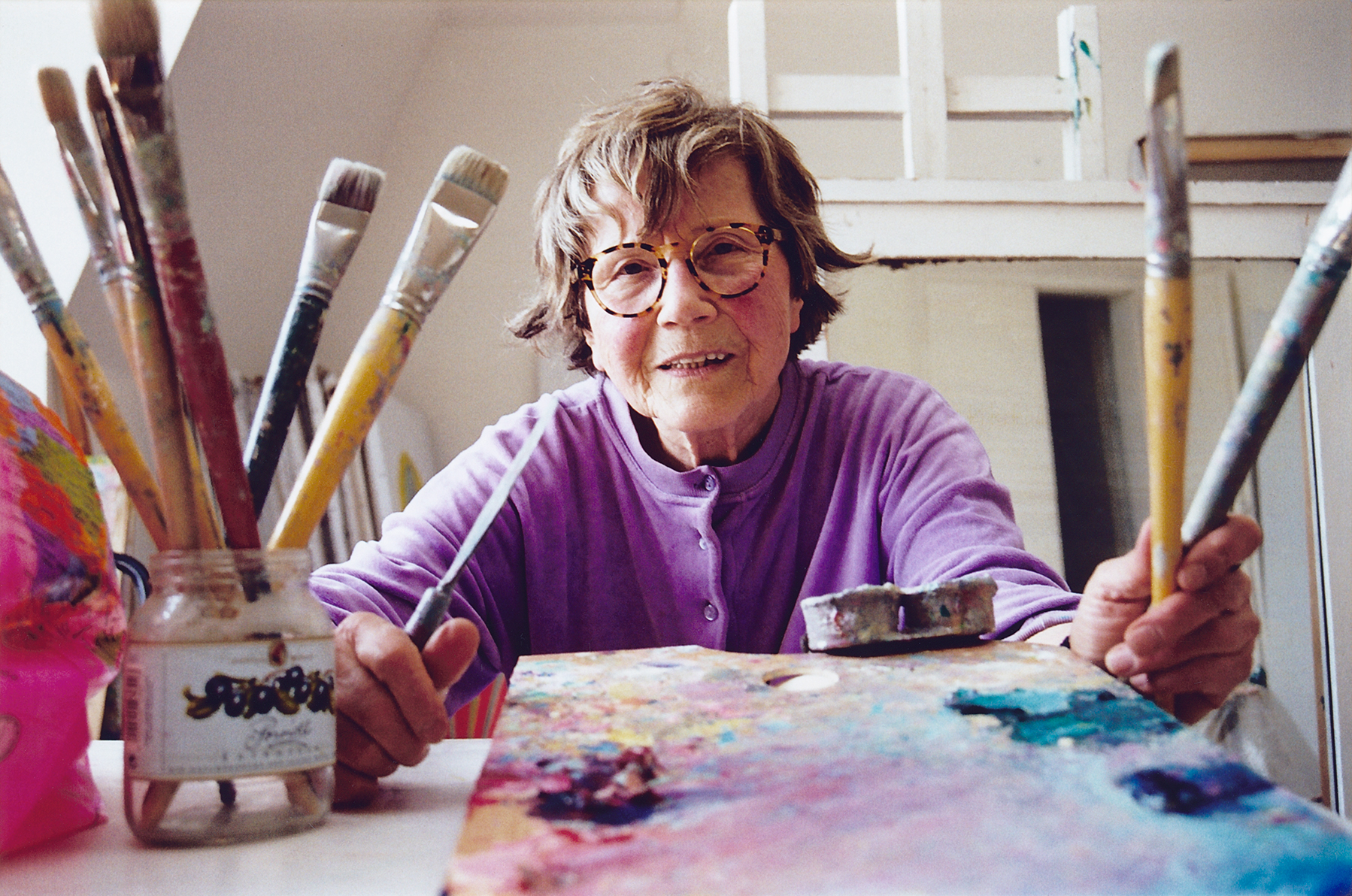
Maria Lassnig († 2014)

- 2014: Maria Lassnig, österreichische Künstlerin
- 2014: John Michael Steiner, tschechisch-US-amerikanischer Soziologe und Holocaustforscher
- 2015: Errol Brown, jamaikanisch-britischer Popsänger
- 2015: Manfred Schreiber, deutscher Jurist und Polizeibeamter
- 2016: Klaus Ampler, deutscher Radrennfahrer
- 2016: Margot Honecker, deutsche Politikerin
- 2016: Niklaus Schilling, Schweizer Filmregisseur
- 2017: Steven Holcomb, US-amerikanischer Bobfahrer
- 2018: Paul Nößler, deutscher Vertriebenenvertreter und Politiker
- 2018: Ellen Thiemann, deutsche Journalistin und Autorin
- 2019: Max Azria, tunesisch-US-amerikanischer Modeschöpfer
- 2019: Pierre Riché, französischer Historiker
- 2020: Willy Hautvast, niederländischer Blasmusikkomponist
- 2021: Daniele Cioni, italienischer Sportschütze
- 2022: Patricia A. McKillip, US-amerikanische Schriftstellerin
- 2023: Menahem Pressler, US-amerikanischer Pianist deutscher Herkunft
- 2024: Judy Devlin, irisch-amerikanische, später für England startende Badmintonspielerin

## Feier- und Gedenktage
- Kirchliche Gedenktage
  - Friedrich III., deutscher Kurfürst (evangelisch)

- Namenstage
  - Antonia, Gundula

- Hıdrellez, Feiertag bei verschiedenen Turkvölkern

Weitere Einträge enthält die Liste von Gedenk- und Aktionstagen.